# Fürstenwalde/Spree
Fürstenwalde/Spree [fʏʁstn̩ˈvaldə] ist die bevölkerungsreichste Stadt im Landkreis Oder-Spree im Osten des Landes Brandenburg. Sie ist ein wichtiges Verwaltungs- und Wirtschaftszentrum.
Der Dom St. Marien ist das stadtbildprägende Wahrzeichen im Zentrum. Zu seiner Ehrung führt die Stadt seit Ende 2013 den offiziellen Namenszusatz „Domstadt“.

## Geographie

### Lage

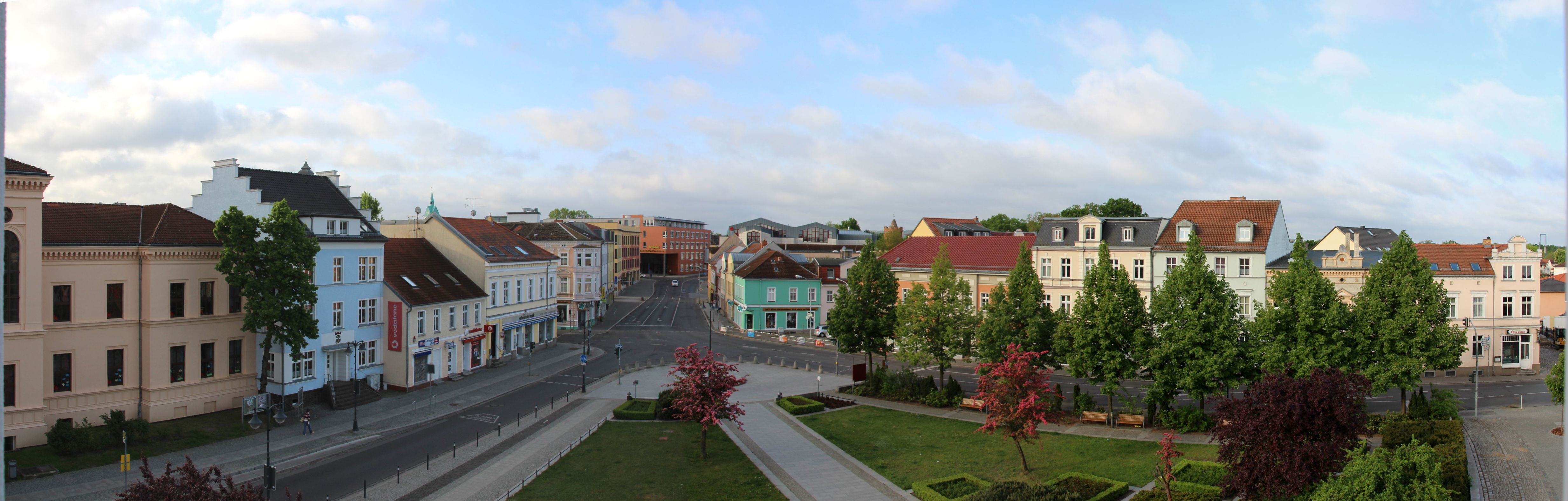
Blick in Richtung zum historischen Zentrum, im Vordergrund der Platz am Stern

Fürstenwalde liegt etwa 50 Kilometer ostsüdöstlich Berlins und zirka 30 Kilometer westlich der Stadt Frankfurt (Oder). Zur Stadt Müncheberg im Norden sind es knapp 20 Kilometer, zur Kreisstadt Beeskow im Südsüdosten etwa 25 Kilometer. Die nächstgelegene Stadt ist Storkow (Mark), etwa 14 km südwestlich von Fürstenwalde.
Durch das Stadtgebiet führen jeweils in Ost-West-Richtung die Bahnstrecke Berlin–Frankfurt (Oder), die (Fürstenwalder) Spree als Teil der Spree-Oder-Wasserstraße sowie die Bundesautobahn 12 Berliner Ring-Frankfurt (Oder).

### Geologie
Fürstenwalde liegt innerhalb des Berliner Urstromtales, welches in diesem Abschnitt von der Spree durchflossen wird. Typisch für eine Stadtgründung in einem Urstromtal entstand Fürstenwalde an einer Engstelle des Tales, an der es im Mittelalter vergleichsweise bequem zu durchqueren war.
Südlich der Stadt erheben sich die Rauener Berge; nördlich schließt sich die Grundmoränenfläche des Landes Lebus an.

### Nachbargemeinden
Fürstenwalde grenzt an folgende Gemeinden (im Uhrzeigersinn, von Norden beginnend): Die Ortsteile Jänickendorf, Beerfelde, Buchholz und Neuendorf im Sande der Gemeinde Steinhöfel, Berkenbrück, Langewahl, der Bad Saarower Ortsteil Petersdorf, Rauen, die Ortsteile Markgrafpieske und Braunsdorf der Gemeinde Spreenhagen sowie der Grünheider Ortsteil Hangelsberg.

## Stadtgliederung
Die Stadt Fürstenwalde gliedert sich in die drei Stadtteile Mitte, Nord und Süd. Dabei stellen die Eisenbahntrasse Berlin-Frankfurt (Oder) die Grenze zwischen den Stadtteilen Mitte und Nord und die Spree die Grenze zwischen den Stadtteilen Mitte und Süd dar.
Des Weiteren gehören die Ortsteile Heideland, Molkenberg und Trebus zur Stadt.
Weitere außerhalb der Kernstadt liegende Wohnplätze sind Ausbau Ost, Buschgarten, Fürstenwalde Süd, Fürstenwalde Südwest, Große Tränke, Kleine Heide, Laubenkolonie Nordost, Onkel-Toms-Hütte, Palmnicken, Waldrandsiedlung und Weinberge.

## Geschichte

### Namensgebung
Der Name Fürstenwalde leitet sich von einer fürstlichen Gründung in einem Waldgebiet ab, der zu DDR-Zeiten gebräuchliche Ansatz der Herleitung des Namens über die Lage der Stadt an einer Furt im Walde ist historisch nicht belegbar.
In den ersten Jahren der DDR wurde 1950/51 im Rahmen der Beseitigung feudalistischer Traditionen eine Umbenennung der Stadt in Spreestadt oder Spreewalde diskutiert, die aber das Innenministerium der DDR nicht genehmigte.

### Vorgeschichte und Stadtgründung
Bereits im 1. Jahrhundert soll es auf dem Gebiet des heutigen Fürstenwaldes eine Siedlung namens Susudata gegeben haben.
Die erste urkundliche Erwähnung Fürstenwaldes war im Jahr 1272 (als Furstenwalde), die Stadt dürfte jedoch bereits zwischen 1225 und 1250 gegründet worden sein. Begünstigt wurde die Stadtgründung durch die Lage an einer Furt durch die Spree. Die Stadt ist mit einem geregelten Straßennetz angelegt worden, welches sich in großen Teilen bis heute erhalten hat. Wenige hundert Meter spreeabwärts gibt es die Alte Stadt, deren Name auf eine (wahrscheinlich slawische) Vorgängersiedlung deutet. Die Bezeichnung hat sich bis heute in einigen Straßennamen erhalten.
Den Aufstieg der Stadt zu einer der wohlhabendsten der Mark Brandenburg verdankt sie der Tatsache, dass die Spree ab hier in Richtung Osten nicht mehr schiffbar war. Die Waren von und zur nächsten Wasserstraße, der Oder, wurden auf dem Landweg verbracht. Da Fürstenwalde das Niederlagsrecht besaß, waren die Händler verpflichtet, die Waren vor Ort anzubieten, bevor sie umgeschlagen und weitertransportiert wurden.

### Der falsche Woldemar
In den Auseinandersetzungen um den falschen Woldemar spielte Fürstenwalde eine wichtige Rolle. Im Jahre 1348 zog der falsche Woldemar in die Mark und versuchte, die Städte für sich zu gewinnen. Bischof Apetzko von Lebus sprach sich für Woldemar aus. Mehrere Städte, darunter Fürstenwalde, widersetzten sich dem Bischof und hielten weiter zum wittelsbachischen Markgrafen Ludwig. In den folgenden Auseinandersetzungen zogen die Anhänger Ludwigs den Kürzeren. Fürstenwalde musste daraufhin Woldemar „ansehnliche Lieferungen“ leisten. Ende Oktober 1348 eroberte Ludwig Fürstenwalde wieder zurück und bestätigte der Stadt daraufhin ihre alten Rechte und Privilegien.

### Fürstenwalde als Bischofssitz

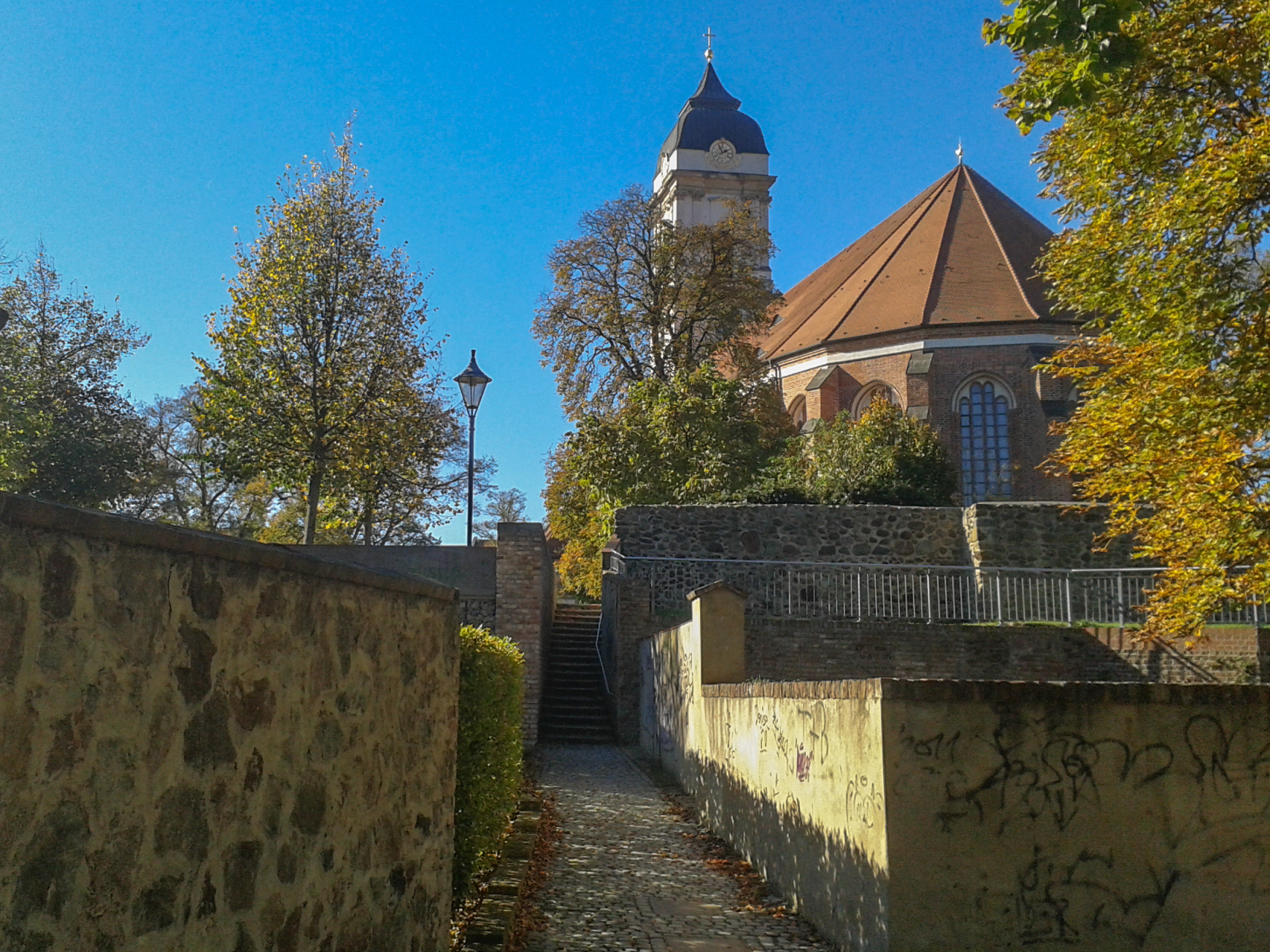
Katzentreppe am Dom

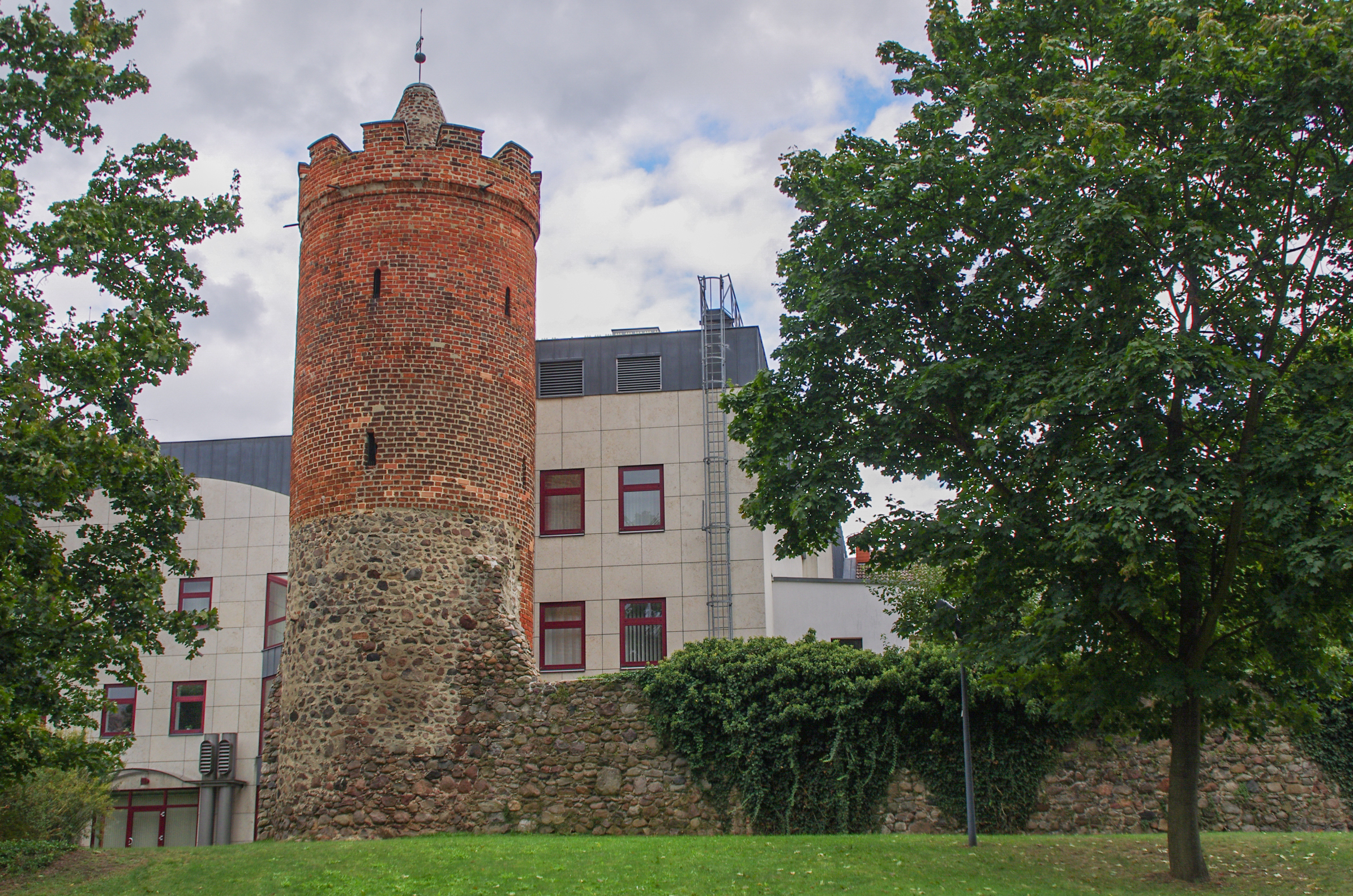
Bullenturm mit Resten der Stadtmauer am Goetheplatz

Im Jahre 1373 erwarb Kaiser Karl IV. im Vertrag von Fürstenwalde Brandenburg von den Wittelsbachern gegen eine Entschädigung von 500.000 Gulden. Bei seinem Einzug in die Mark hatten seine Truppen auch die bischöfliche Residenz und die Stiftskirche von Lebus zerstört. Die eilends einberufene Kapitelversammlung beschloss, die gut befestigte und reiche Stadt Fürstenwalde nun zum Sitz des Bistums Lebus zu machen. Fürstenwalde gehörte damit ab 1385 – nach Bestätigung durch den Papst – neben den Städten Brandenburg an der Havel und Havelberg zu den drei historischen märkischen Domstädten und Bischofssitzen.
Nach der Brandschatzung durch die Hussiten im April 1432 begann 1446 der Neuaufbau des Doms St. Marien in seiner heutigen Gestalt. Mit seinem 68 Meter hohen Turm gehört er zu den markanten Wahrzeichen Fürstenwaldes. Aus dieser Zeit stammt auch das Rathaus Fürstenwalde. Am 9. Juli 1528 wurde die Stadt während der Minckwitzschen Fehde geplündert und gebrandschatzt. Infolge der Reformation der Mark Brandenburg wurde das Bistum Ende des 16. Jahrhunderts säkularisiert. 1557 wurde die Domkirche der lutherischen Gemeinde übergeben.

### Entwicklung nach 1600

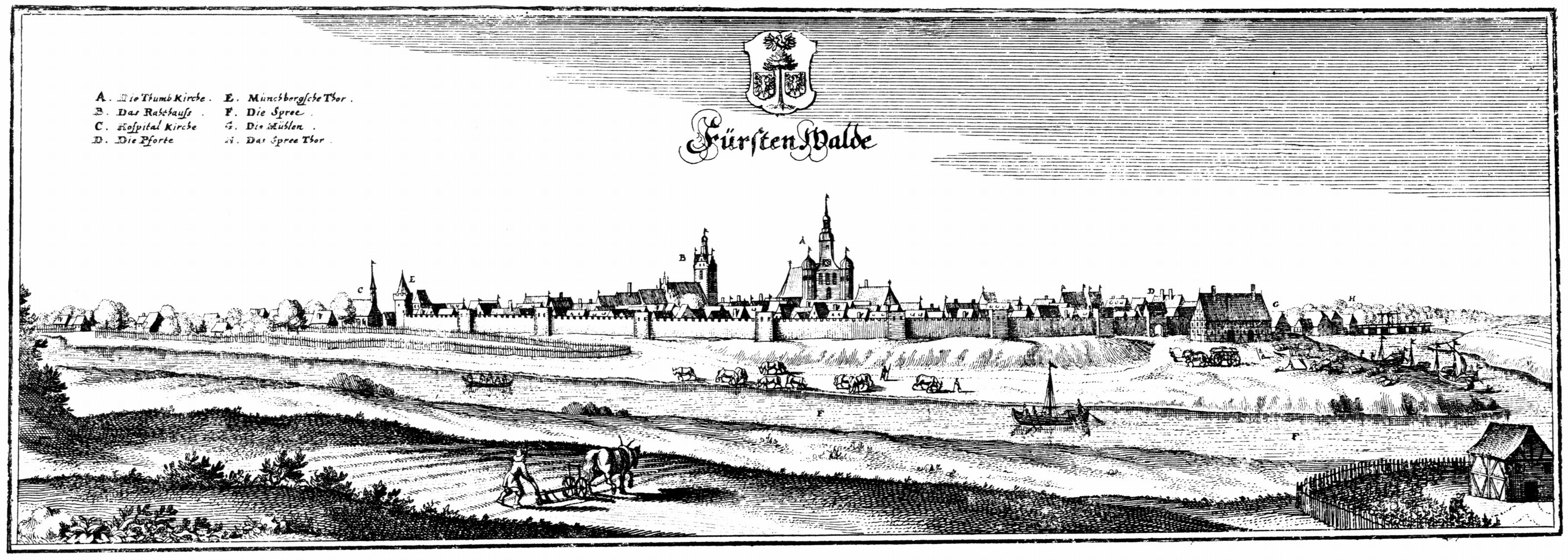
Stadtansicht Mitte des 17. Jahrhunderts

Im Jahr 1624 wurden der Rathausturm ergänzt und die Stadtbefestigung erneuert. Seit dem Mittelalter genoss Fürstenwalde auch als Schulstadt einen guten Ruf. So wurde in den Pestjahren 1613, 1625 und 1656 die Universität Viadrina aus dem nahen Frankfurt (Oder) hierher verlegt.
Durch den Bau des Friedrich-Wilhelm-Kanals in den Jahren 1662 bis 1669, der die Oder mit der Spree verband, sank die Bedeutung Fürstenwaldes als Handels- und Warenumschlagplatz. Dennoch war die Wasseranbindung der Stadt nach Berlin und zur Nord- und Ostsee ein Ansiedlungsargument.
Im Zuge der Binnenkolonisation unter Friedrich II. wurden 1748 zwei Dörfer innerhalb der Fürstenwalder Stadtheide gegründet. 1752 erhielten sie die Namen der damaligen beiden Bürgermeister von Fürstenwalde. Braunsdorf und Kirchhofen blieben bis 1872 Fürstenwalder Kämmereidörfer.

### Industrialisierung und Stadtwachstum

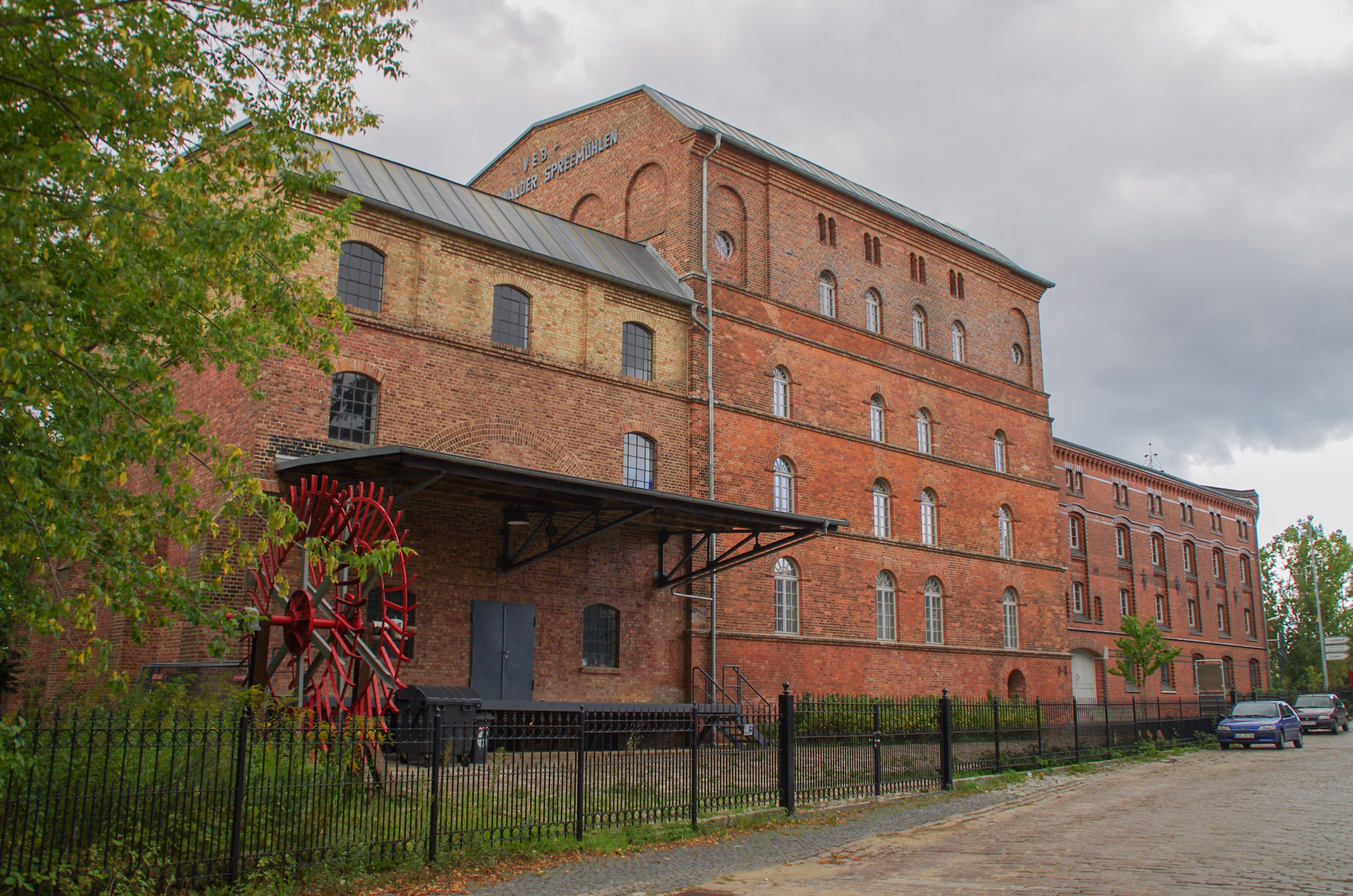
Stadtmühle aus dem Jahr 1837

Mit dem Bau der Spreemühlen 1837 und den dadurch anfallenden Gütermengen erlebte die Stadt erneut einen wirtschaftlichen Aufschwung. Auch deshalb wurde die Stadt 1842 an die Niederschlesisch-Märkische Eisenbahn – eine der ersten deutschen Eisenbahnstrecken – angeschlossen. Der Bahnhof Fürstenwalde (Spree) ist bis heute erhalten und damit eines der ältesten Bahnhofsgebäude in Deutschland.
Im 19. Jahrhundert erblühte das örtliche Handwerk und war die Wiege der noch heute bestehenden industriellen Strukturen in einem vielfältigen Branchenmix (zum Beispiel die Eisengießerei Henry Hall). Zur Industriestadt wurde Fürstenwalde endgültig, als die Berliner Firma Pintsch im Jahre 1872 einen großen Teil ihrer Produktionsanlagen nach Fürstenwalde verlegte. Während des Zweiten Weltkriegs expandierte das Unternehmen zu einem Rüstungsbetrieb mit etwa 12.000 Beschäftigten (darunter vielen Zwangsarbeitern und Kriegsgefangenen).
Aufgrund des starken Bevölkerungsanstiegs wuchs die Stadt zunächst bis zur nördlich der Stadt verlaufenden Eisenbahnstrecke und im 20. Jahrhundert darüber hinaus. Südlich der Stadt, jenseits der Spree, liegt Ketschendorf (heute Fürstenwalde Süd). Aufgrund administrativer Gegebenheiten – Ketschendorf lag sowohl in einem anderen Landkreis als auch in einem anderen Regierungsbezirk – fand hier eine eigenständige Entwicklung statt. Größtes Unternehmen hier waren die Deutschen Kabelwerke, aus denen sich später das Reifenwerk Pneumant entwickelte. Beide Orte verwuchsen mit der Zeit, sodass die ehemalige Stadtgrenze an der Rauener Straße heute nicht mehr wahrnehmbar ist.

### Zeit des Nationalsozialismus und Nachkriegszeit

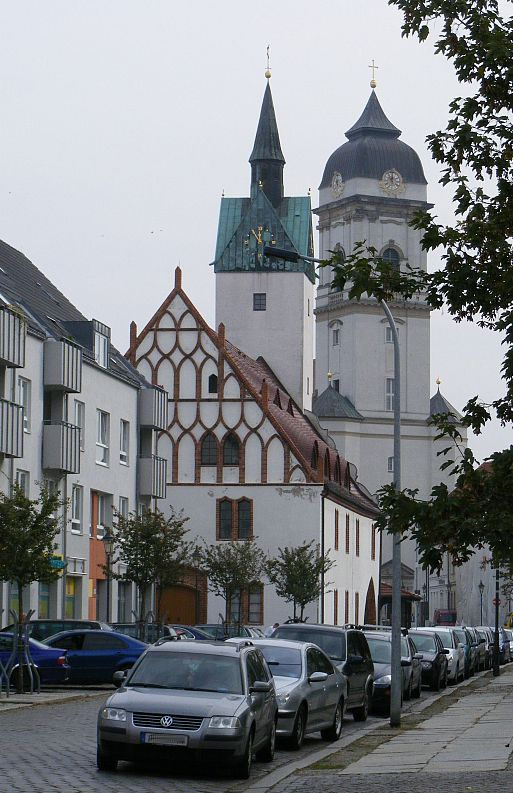
Altes Rathaus und Dom

Bei Beginn der Zeit des Nationalsozialismus wurden die politischen Gegner der Nazis im Fürstenwalder Hof in der Gartenstraße 41, dem heutigen Kulturhaus, inhaftiert und gefoltert, bis sie in das frühe KZ Oranienburg überstellt wurden. Bei den Novemberpogromen 1938 wurde die Synagoge der jüdischen Gemeinde in der Frankfurter Straße 96 zerstört. Auch der jüdische Friedhof fiel dem Pogrom zum Opfer. Während des Zweiten Weltkriegs wurde 1943 in der Lindenstraße 31 ein erstes Außenlager des KZ Buchenwald für bis zu 90 Häftlinge eingerichtet. 1944 wurden die Häftlinge  nach Ketschendorf (Fürstenwalde-Süd), wo seit 1942 ein Außenlager des KZ Sachsenhausen für 900 Häftlinge errichtet worden war, die für die Deutschen Ausrüstungswerke der SS zum Bau von Befestigungsanlagen und Bunkern eingesetzt wurden. Ihr Lager war von Stacheldraht umgeben, der mit Hochspannung geladen war. Grausamkeiten und Erschießungen waren an der Tagesordnung. 
Noch kurz vor Ende des Zweiten Weltkriegs erklärte der deutsche Stadtkommandant Fürstenwalde zur Festung, die Stadt wurde durch Bombardierung in Schutt und Asche gelegt. Auch Dom und Rathaus wurden stark beschädigt und 80 Prozent der Wohnhäuser im Stadtzentrum dem Erdboden gleichgemacht.
Das Innenministerium der UdSSR (NKWD) richtete 1945 in einer Arbeitersiedlung der Deutschen Kabelwerke das Speziallager Ketschendorf (Speziallager Nr. 5) ein, das mit bis zu 10.000 Häftlingen belegt war, darunter vielen der Freischärlerbewegung Werwolf verdächtigten Jugendlichen, von denen zwischen 4.500 und 6.000 nicht überlebt haben.

### Neugestaltung des Stadtzentrums
Die starken Zerstörungen im Zuge des Zweiten Weltkriegs betrafen vor allem die zentralen Bereiche der Stadt, während die gründerzeitlichen Erweiterungsbereiche westlich und nördlich des mittelalterlichen Stadtgebietes zu einem großen Teil erhalten blieben. Neben Wiederaufbauten und Lückenschlüssen entstanden im Stadtkern seit den 1950er Jahren mehrere großflächige Neubauareale. Sie sind ein Abbild der jeweils vorherrschenden Vorstellungen von moderner Stadtgestaltung. Östlich der Mühlenstraße wurden in den späten 1980er Jahren viele Gebäude in Plattenbauweise neu errichtet, wofür diverse noch erhalten gebliebene Gebäude abgerissen wurden.
In den 1950er und 1960er Jahren wurden viele Gebäude wiederhergestellt, und neue Wohngebiete entstanden. Fürstenwalde entwickelte sich zu einem bedeutenden Industriestandort der Region mit dem Pneumant-Reifenwerk, das ab den 1970er Jahren als Stammbetrieb des VEB Reifenkombinat Fürstenwalde diente, und dem Chemie- und Tankanlagenbau „Ottomar Geschke“ als den wichtigsten Betrieben.
Straßenneubauten oder -verbreiterungen führten in Teilen zur Überformung der historisch gewachsenen Stadtgestalt. So verschwand das kaum zerstörte Rosenviertel mit dem sogenannten „Fürstenwalder Hosenbein“ für einen Straßendurchbruch (heute südliches Ende der Eisenbahnstraße). Das Hosenbein war eine Verzweigung mehrerer Gassen und ein Wahrzeichen der Stadt. Weiterhin wurden die Wassergasse und das östliche Ende der Schloßstraße stark verbreitert und zu einem durchgehenden dreistreifigen Straßenzug ausgebaut. Bis heute bestehen ungestaltete und brach gefallene Bereiche im historischen Stadtzentrum.

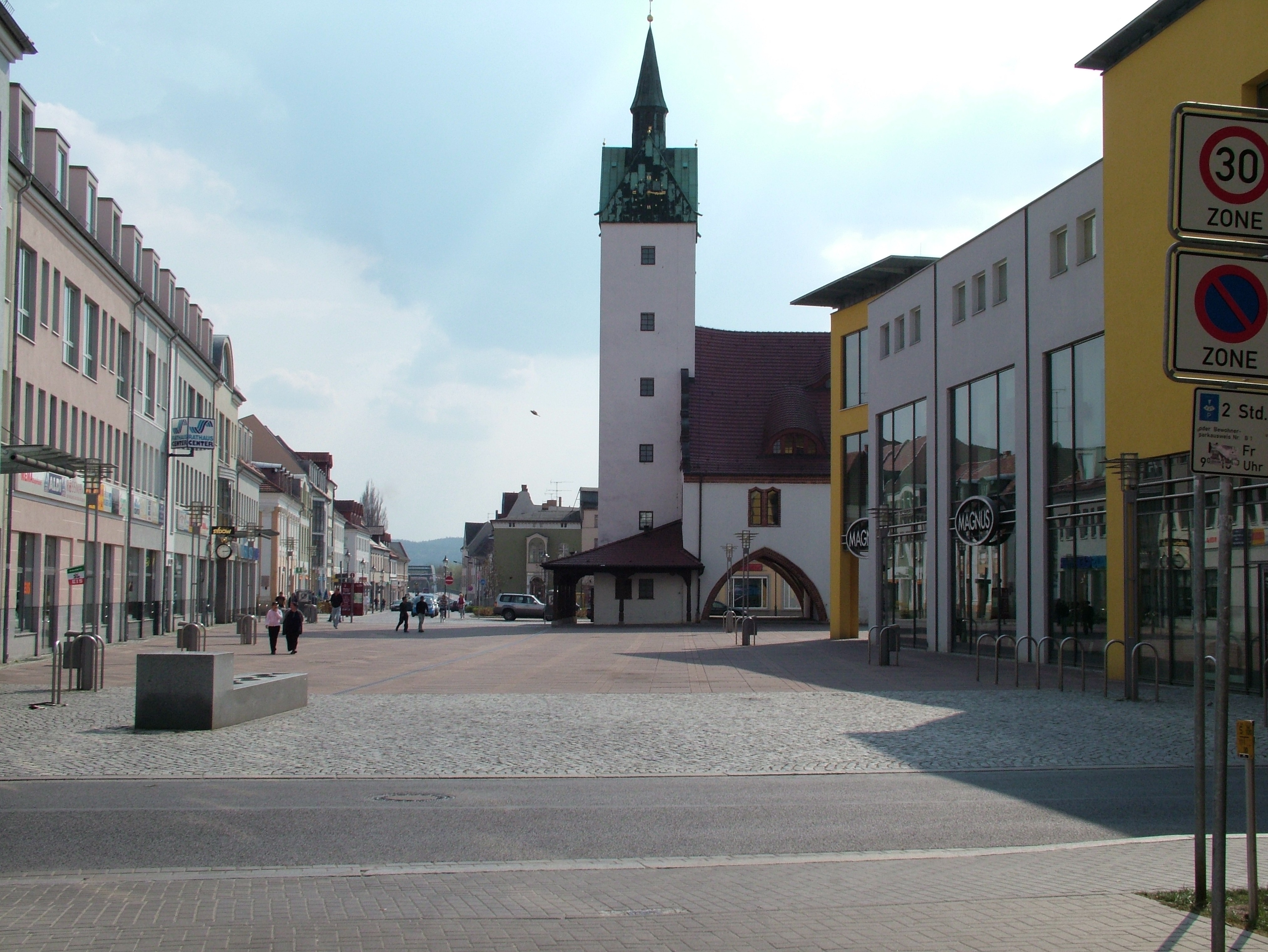
Marktplatz mit Altem Rathaus (Mitte), Rathaus-Center (links) und Fürstengalerie (rechts)

Seit den 1990er Jahren, nach der politischen Wende, entstanden im Zentrum verschiedene prägende Neubauten. Als erster größerer Nachwendebau wurde das Verwaltungsgebäude der Kreissparkasse neben dem Bullenturm am Goetheplatz errichtet. Die politische Entscheidung, den Sitz der 1994 durch Fusion neu geschaffenen Sparkasse Oder-Spree nach Eisenhüttenstadt zu legen, führte jedoch dazu, dass ein Teil des Gebäudes dauerhaft ungenutzt blieb (Stand 2017).
1996 wurde auf einer großen Freifläche am Fuße des Domes, welche vorher als Park- und Marktplatz diente, das Rathaus-Center errichtet. Im Gebäude, welches einen kompletten Straßenblock umfasst, befindet sich neben einem Einkaufszentrum, Büros und Wohnungen auch die Stadtverwaltung Fürstenwaldes. Diese war vorher in verschiedenen Gebäuden im Stadtgebiet verteilt untergebracht. Im selben Jahr entstand das neue Kaisereck am Ottomar-Geschke-Platz. Das Haus, welches im Erdgeschoss Geschäfte und gastronomische Einrichtungen beherbergt, ist als Hotel Kaiserhof bekannt.
Als weiterer Baustein entstand im Jahr 2001 die Fürstengalerie neben dem Alten Rathaus. Dieser Gebäudekomplex schließt Geschäfte, Wohnungen, Büros und das Amtsgericht ein. Damit, und durch die Errichtung weiterer Gebäude, wurde die bauliche Verbindung zwischen der Eisenbahnstraße als Haupteinkaufsstraße der Stadt und dem historischen Zentrum rund um den Marktplatz wiederhergestellt.
Seit 1998 beteiligt sich Fürstenwalde an der Erarbeitung eines Programms zur nachhaltigen Stadtentwicklung und engagiert sich im Netzwerk Lokale Agenda 21. Am 23. September 2008 erhielt die Stadt den von der Bundesregierung verliehenen Titel „Ort der Vielfalt“.

### Militär in Fürstenwalde
Lange Zeit prägte Militär das Stadtbild. Waren es früher die Truppen Napoleons und die Ulanenregimenter der preußischen Könige, so waren bis 1994 Truppen der Gruppe der Sowjetischen Streitkräfte in Deutschland (ab 1991: Westgruppe der Truppen) in und um Fürstenwalde stationiert. Die NVA baute die Bunkeranlage Fuchsbau südlich der Stadt. Im 21. Jahrhundert hat Fürstenwalde keine militärischen Standorte mehr.
Aufgrund der zahlreichen Kasernen gibt es im Zuge der Konversion vielfältige neue Nutzungen: Die Kasernenkomplexe Neue Gartenstraße, Rudolf-Breitscheid-Straße und Altstadt wurden zu Wohnquartieren umgebaut. Die Standorte Berkenbrücker Chaussee, Külzstraße und Waldfrieden wurden zu Wald- bzw. Grünflächen. Andere Gelände werden als Gewerbe- und Industriestandorte genutzt, u. a. Langewahler Straße und Pionierpark. Nicht alle Gebäude konnten bis heute einer neuen Nutzung zugeführt werden, sodass sie sich in teilweise ruinösem Zustand befinden.

### Verwaltungsstrukturen
Seit der Kreisreform von 1816 gehörte Fürstenwalde zum Landkreis Lebus des preußischen Regierungsbezirks Frankfurt in der Provinz Brandenburg.
1950 wurde Fürstenwalde zur Kreisstadt des neu gebildeten gleichnamigen Kreises, der im Wesentlichen aus dem damaligen Landkreis Beeskow-Storkow gebildet wurde und seit 1952 Teil des Bezirks Frankfurt (Oder) war.
In einer Reihe von Verwaltungsreformen in der frühen DDR wurde der Gemeindezuschnitt geändert: Nach Fürstenwalde eingemeindet wurden am 1. Juli 1950 die Rauensche Ziegelei als Fürstenwalde-Südwest und Ketschendorf. Aus Ketschendorf und der Fürstenwalder Spreevorstadt und Westend wurde der Stadtteil Süd. Der Ortsteil Fürstenwalde West wurde wiederum nach Hangelsberg umgegliedert.
Die letzten großen Veränderungen fanden im Jahr 1993 statt. In diesem Jahr wurde der nördlich gelegene Ort Trebus als Ortsteil eingemeindet. Weiterhin kam Fürstenwalde durch eine Kreisgebietsreform zum neu gebildeten Landkreis Oder-Spree. Die Neugliederung war verbunden mit dem Verlust des Kreisstadtstatus. Seit 2008 ist Fürstenwalde die einwohnerreichste Stadt im Landkreis. Sie ist Mittelzentrum und ein wichtiger Verwaltungs- und Wirtschaftsstandort.
In der Gemeindegebietsreform von 2003 wurden keine Orte nach Fürstenwalde eingemeindet. 2015 wurde Molkenberg zum zweiten Ortsteil der Stadt. Die im Norden der Stadt gelegene Siedlung rund um das ehemalige Gut hatte vorher keinen eigenständigen Status. Jüngster Ortsteil ist seit 2016 Heideland, ein westlich der Stadt gelegener Bereich.

## Bevölkerungsentwicklung
| Jahr | Einwohner |
| ---- | --------- |
| 1875 | 10 829    |
| 1890 | 14 376    |
| 1910 | 22 718    |
| 1925 | 23 278    |
| 1933 | 25 490    |
| 1939 | 28 088    |

| Jahr | Einwohner |
| ---- | --------- |
| 1946 | 21 782    |
| 1950 | 30 388    |
| 1964 | 30 458    |
| 1971 | 30 841    |
| 1981 | 35 132    |
| 1985 | 35 014    |

| Jahr | Einwohner |
| ---- | --------- |
| 1990 | 34 802    |
| 1995 | 33 628    |
| 2000 | 34 044    |
| 2005 | 33 336    |
| 2010 | 32 468    |
| 2015 | 31 741    |

| Jahr | Einwohner |
| ---- | --------- |
| 2020 | 31 992    |
| 2021 | 32 120    |
| 2022 | 31 956    |
| 2023 | 32 135    |
| 2024 | 32 002    |

Gebietsstand des jeweiligen Jahres, Einwohnerzahl: Stand 31. Dezember (ab 1991), ab 2011 auf Basis des Zensus 2011, ab 2022 auf Basis des Zensus 2022

## Politik

### Stadtverordnetenversammlung
Die Stadtverordnetenversammlung von Fürstenwalde besteht aus 32 Stadtverordneten und dem hauptamtlichen Bürgermeister. Die Kommunalwahl am 9. Juni 2024 führte bei einer Wahlbeteiligung von 56,3 % zu folgendem Ergebnis:
| Partei / Wählergruppe                      | Stimmenanteil 2019 | Sitze 2019 |        | Stimmenanteil 2024 | Sitze 2024 |
| ------------------------------------------ | ------------------ | ---------- | ------ | ------------------ | ---------- |
| AfD                                        | 16,8 %             | 5          | 28,1 % | 9                  |            |
| Bündnis Fürstenwalder Zukunft (BFZ)        | 21,3 %             | 7          | 17,8 % | 6                  |            |
| CDU                                        | 14,9 %             | 5          | 16,3 % | 5                  |            |
| SPD                                        | 11,2 %             | 4          | 12,0 % | 4                  |            |
| Die Linke                                  | 14,1 %             | 5          | 07,2 % | 2                  |            |
| Bündnis 90/Die Grünen                      | 09,0 %             | 3          | 04,6 % | 2                  |            |
| FDP                                        | 06,9 %             | 2          | 03,8 % | 1                  |            |
| Die PARTEI                                 | 03,6 %             | 1          | 03,7 % | 1                  |            |
| Bündnis LOS für Vernunft und Gerechtigkeit | –                  | –          | 03,1 % | 1                  |            |
| Einzelbewerber René Ristau                 | –                  | –          | 01,7 % | 1                  |            |
| Forum Aufbruch und Erneuerung (FAE)        | –                  | –          | 01,1 % | –                  |            |
| Freunde Bürgerlicher Werte (FBW)           | –                  | –          | 00,7 % | –                  |            |
| Piraten                                    | 01,1 %             | –          | –      | –                  |            |
| Einzelbewerber Gerd Scheffler              | 01,0 %             | –          | –      | –                  |            |
| Insgesamt                                  | 100 %              | 32         | 100 %  | 32                 |            |

### Bürgermeister
- 1990–2010: Manfred Reim (FDP)
- 2010–2018: Hans-Ulrich Hengst (parteilos)
- seit 2018:0. Matthias Rudolph (Bündnis Fürstenwalder Zukunft – BFZ)

Rudolph wurde in der Bürgermeisterwahl am 25. Februar 2018 mit 52,2 % der gültigen Stimmen gewählt. Seine Amtszeit begann am 7. Mai 2018 und beträgt acht Jahre.

### Landtagsabgeordnete
Im siebten Brandenburger Landtag ist der Landtagswahlkreis Oder-Spree III, zu dem Fürstenwalde gehört, durch den direkt gewählten Abgeordneten Rolf-Peter Hooge (AfD) vertreten.

### Wappen

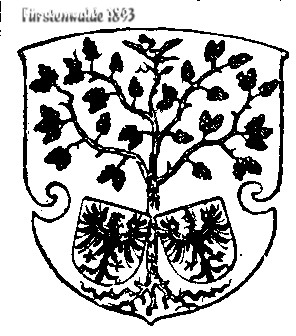
Historisches Stadtwappen

| Wappen von Fürstenwalde/Spree | Blasonierung: „In Silber ein bewurzelter grüner Laubbaum mit einem linkshin auffliegenden schwarzen Raben in der Krone; der Stamm beseitet von zwei Schilden, vorn in Gold ein rot-bewehrter und rot-gezungter widersehender schwarzer Adler, belegt mit einem steigenden silbernen Halbmond, dessen Höhlung mit einem Kreuzchen besteckt ist; hinten in Silber ein gold-bewehrter roter Adler mit goldenen Kleestengeln auf den Flügeln.“ |
| Wappen von Fürstenwalde/Spree | Wappenbegründung: Der Grundtypus des Wappens hat sich dabei über Jahrhunderte erhalten. Der Baum steht als Symbol für den Waldreichtum der Gegend. Die beiden am Stamm angeordneten Schilde, welche den schlesischen und den brandenburgischen Adler zeigen, deuten auf die wechselvolle Geschichte der Stadt hin. Dies könnte auch als Verweis auf die jahrhundertelange Grenzlage der Stadt gesehen werden. Der auffliegende Vogel wurde zuletzt als Rabe interpretiert. Der Rabe ist heute zum Stadtmaskottchen geworden. Das Wappen wurde am 11. Februar 1998 durch das Ministerium des Innern genehmigt. |

### Flagge
„Die Flagge ist Grün-Weiß-Schwarz (1:1:1) gestreift und mittig mit dem Stadtwappen belegt.“

### Dienstsiegel
Das Dienstsiegel zeigt das Wappen der Stadt mit der Umschrift STADT FÜRSTENWALDE/SPREE • LANDKREIS ODER/SPREE.

### Städtepartnerschaften
Fürstenwalde unterhält Städtepartnerschaften mit folgenden Städten:
| - Reinheim, Deutschland (seit 1989) - Choszczno, Polen (seit 1992) - Sulechów, Polen (seit 2014) |

Weiterhin wurden Freundschaftsabkommen unterzeichnet mit:
| - Cestas, Frankreich - Licata, Italien - Sanok, Polen |

### Namenszusatz
Auf Initiative des Dompfarrers Martin Haupt wurde im Jahr 2013 in der Fürstenwalder Stadtverordnetenversammlung der Namenszusatz „Domstadt“ diskutiert. Als nicht mehrheitsfähiger Gegenvorschlag stand auch die Bezeichnung „Goßmannstadt“ (nach Gerhard Goßmann) im Raum. Weil keine Mehrheit gefunden werden konnte, wurde beschlossen, die Fürstenwalder Bevölkerung parallel zur Bundestagswahl 2013 über den Zusatz „Domstadt“ abstimmen zu lassen.
An der Abstimmung beteiligten sich 51,8 % der Fürstenwalder Wahlberechtigten. Davon votierten 65,1 % für den Vorschlag. Diesem Votum folgend, beschloss die Stadtverordnetenversammlung für Fürstenwalde einstimmig den Namenszusatz „Domstadt“'. Er ist jedoch nicht amtlich und muss daher nicht zwingend verwendet werden.

## Sehenswürdigkeiten und Kultur

### Bauwerke

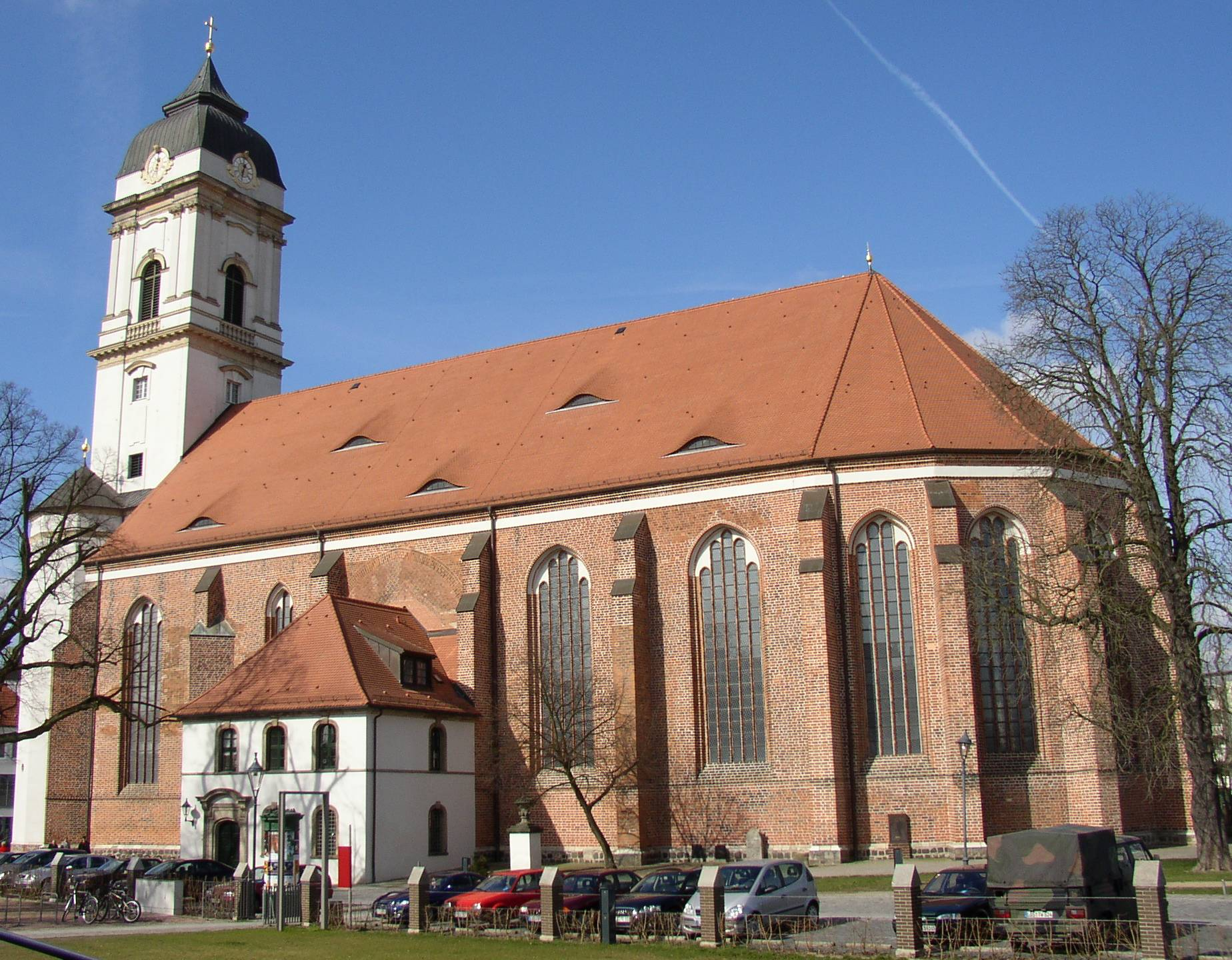
St.-Marien-Domkirche am Domplatz

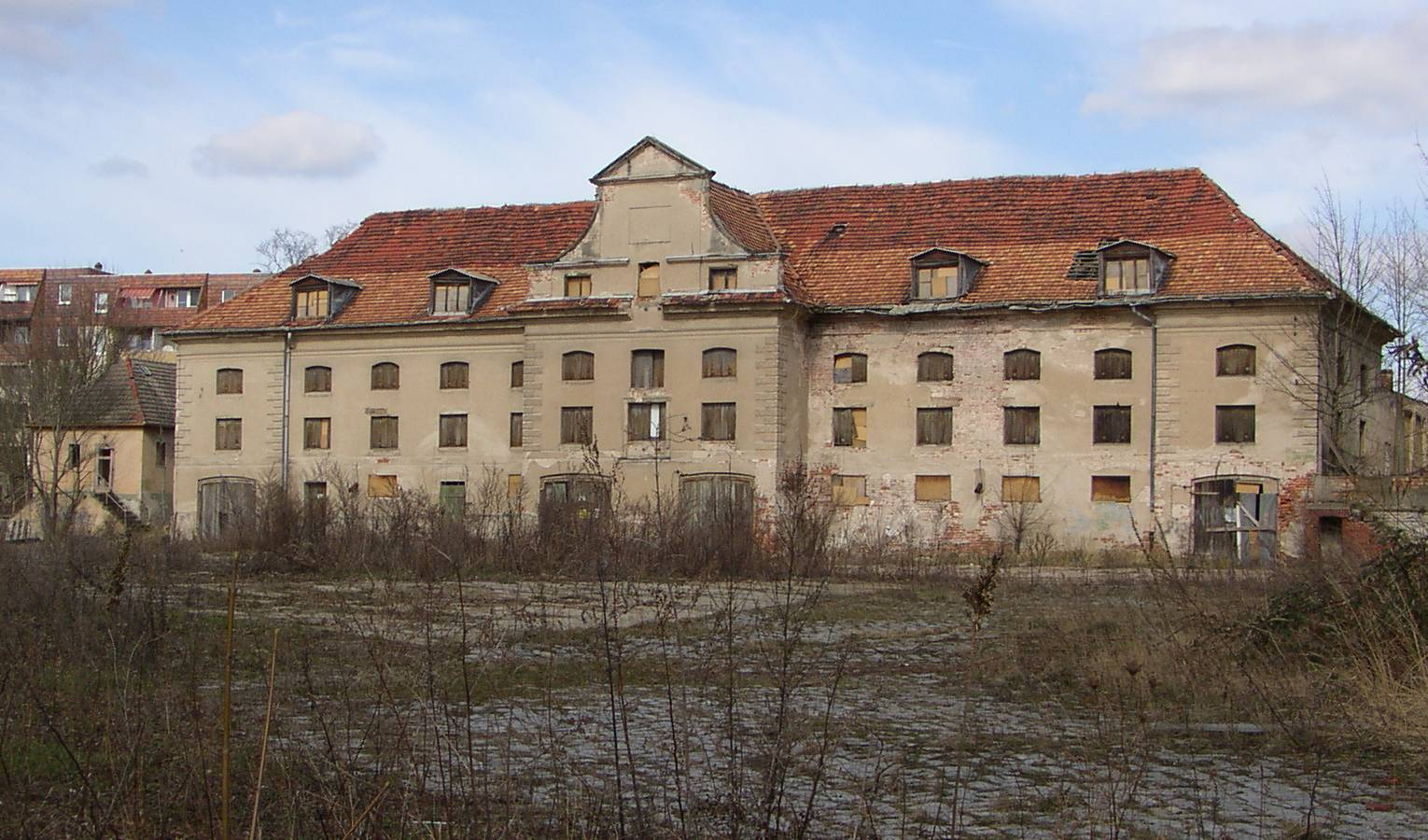
Ehemaliges Jagdschloss in der Schloßstraße

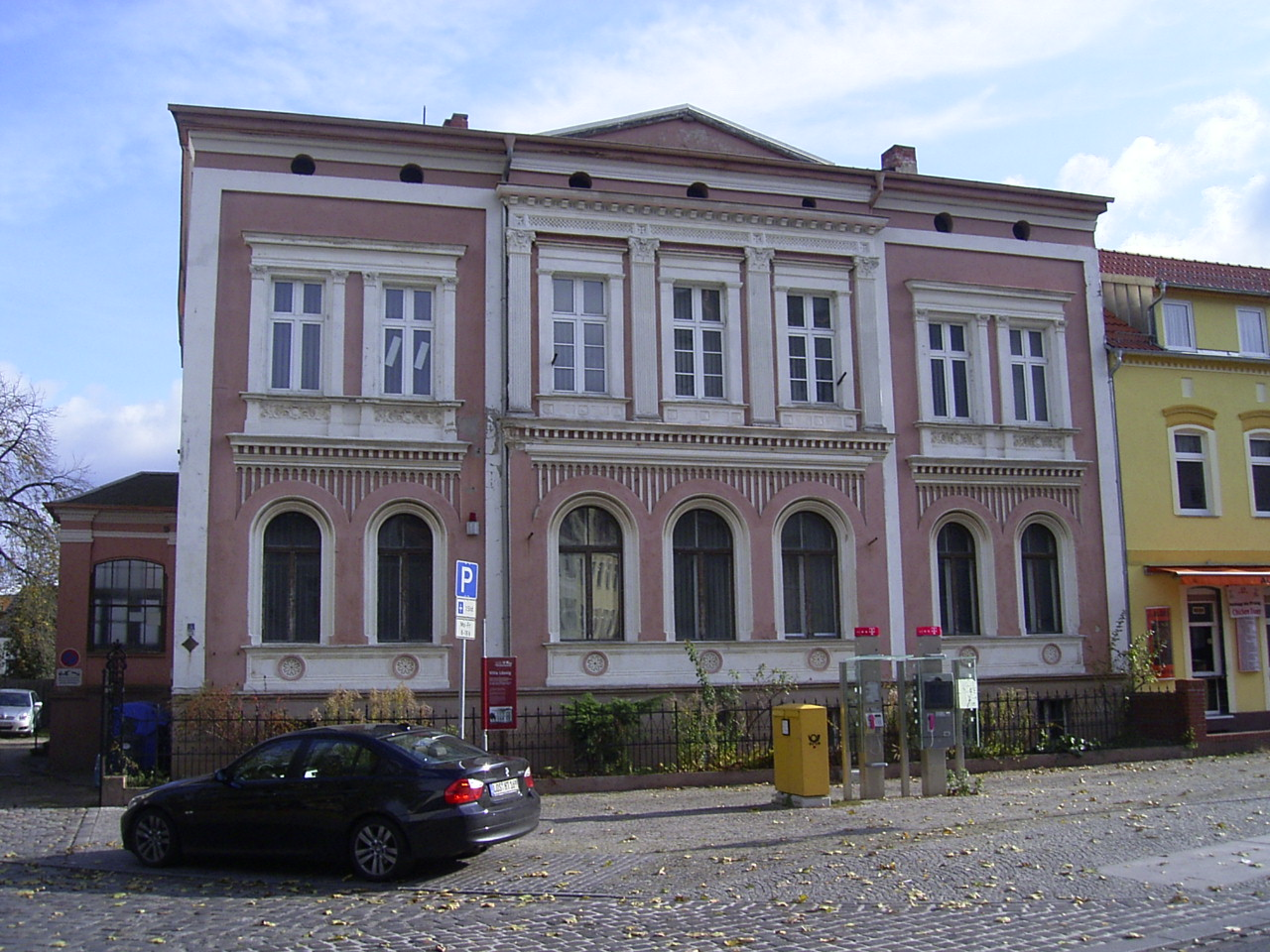
Villa Lässig in der Eisenbahnstraße

mit den in der Denkmalliste des Landes Brandenburg eingetragenen Denkmalen

#### Evangelischer Dom St. Marien
Nach Zerstörung der Vorgängerkirche wurde 1446 als spätgotischer Backsteinbau der Dom St. Marien errichtet, der später Turm und Anbauten in barockem Stil erhielt. Das Innere beherrscht ein 12,5 Meter hohes spätgotisches Sakramentshäuschen von 1517. Gegen Ende des Zweiten Weltkrieges wurde der Dom fast vollständig zerstört. Den Neubau konnte die Gemeinde 1995 weihen lassen.

#### Weitere Sakralbauten
- Evangelisch-Lutherische Kirche, turmloser neugotischer Backsteinbau von 1883. Sie ist die einzige im Zweiten Weltkrieg unzerstörte Kirche der Stadt. Das aus der Kirche und dem Pfarrhaus bestehende Gebäudeensemble an der Dr.-Wilhelm-Külz-Straße steht unter Denkmalschutz.
- Katholische Pfarrkirche St. Johannes Baptist auf dem Seilerplatz, neogotischer Backsteinbau, 1905–1906 nach Plänen von Engelbert Seibertz erbaut,[21] 1906 geweiht.
- Martin-Luther-Kirche in der Schillerstraße im Stadtteil Süd, 1910 als Ketschendorfer Dorfkirche in neugotischem Stil errichtet
- Kirche der Samariteranstalten an der August-Bebel-Straße, entstand als neugotischer Backsteinbau, 1925 errichtet
- Dorfkirche im Ortsteil Trebus, ursprünglich ein mittelalterlicher Feldsteinbau mit Turm, wurde im 18. Jahrhundert durch ein Barockgebäude ersetzt. 1945 brannte sie aus und wurde 1953–1955 wiederaufgebaut.

#### Profanbauten
- Gotisches Altes Rathaus aus dem 16. Jahrhundert, wurde nach 1945 erlittenen Kriegszerstörungen wiederaufgebaut. Die erhaltenen Bürgerhäuser im historischen Zentrum – oftmals barockisierte Fachwerkhäuser – sind sehenswert, darunter das Schmalste Haus aus dem 17. Jahrhundert sowie die Weberhäuser aus dem 18. Jahrhundert.

- Brauerei an der Ecke Mühlen-/Schloßstraße (1777–1936) mit hölzernem Umgang im Hof, der letzte seiner Art in der Stadt. In diesem Gebäude aus dem 18. Jahrhundert betreiben heute die Nachfahren Ludwig Mords ein Privatmuseum zur Geschichte des Getränkehauses Ludwig Mord sowie eine Gaststätte mit Biergarten.

- Bischofsschloss, im 14. Jahrhundert für die Lebuser Bischöfe errichtet. Nach einem Brand im 16. Jahrhundert blieb nur ein burgartiger Teil erhalten, wodurch es volkstümlich auch als Bischofsburg bezeichnet wurde. Seine heutige Gestalt erhielt es in den Jahren 1891 bzw. 1905. Zwischen 2011 und 2013 wurde es restauriert und für Wohn- und Gewerbenutzung hergerichtet.
Weitere Reste des Bischofsschlosses wurden abgerissen und 1850 mit einem Backsteinbau neu bebaut. Dieser wurde gewerblich genutzt (Brauerei, Margarinefabrik, Kaufhaus). Die Anlage erlitt im Zweiten Weltkrieg schwere Schäden. Bis 1990 wurde sie als Lager und Verwaltungssitz genutzt. Mit der Gründung des Kulturvereins wurde eine neue Nutzung als „Kulturfabrik“ gefunden. Sie bietet vielen Vereinen Raum.

- Jagdschloss, 1699/1700 unter Kurfürst Friedrich III. von Hofbaumeister Martin Grünberg in schlichten barocken Formen errichtet, wurde ab 1750 unter König Friedrich II. in einen Getreidespeicher für das Militär umgebaut. 1795 erhielt es direkt daneben einen weiteren Speicher. Mit dem Zweiten Weltkrieg endete die militärische Nutzung, bis 1993 diente das Schloss als Lager. Seitdem steht es leer und verfällt. Im September 2013 wurde das Schloss von der Stadt Fürstenwalde ersteigert, die sich um eine neue Nutzung bemüht.

- Weitere sehenswerte Gebäude bzw. Gebäudeensembles sind die Domschule aus dem 19. Jahrhundert, die Ulanenkaserne des 3. Ulanen-Regiments von 1894, die jetzt als Wohngebäude dient, die Knabenschule von 1891, die Villa Lässig, ein Bau aus der Gründerzeit, Reste der Stadtbefestigung mit Bullenturm und Niederlagetor sowie der Grasnick-Brunnen in der Eisenbahnstraße.

### Museen

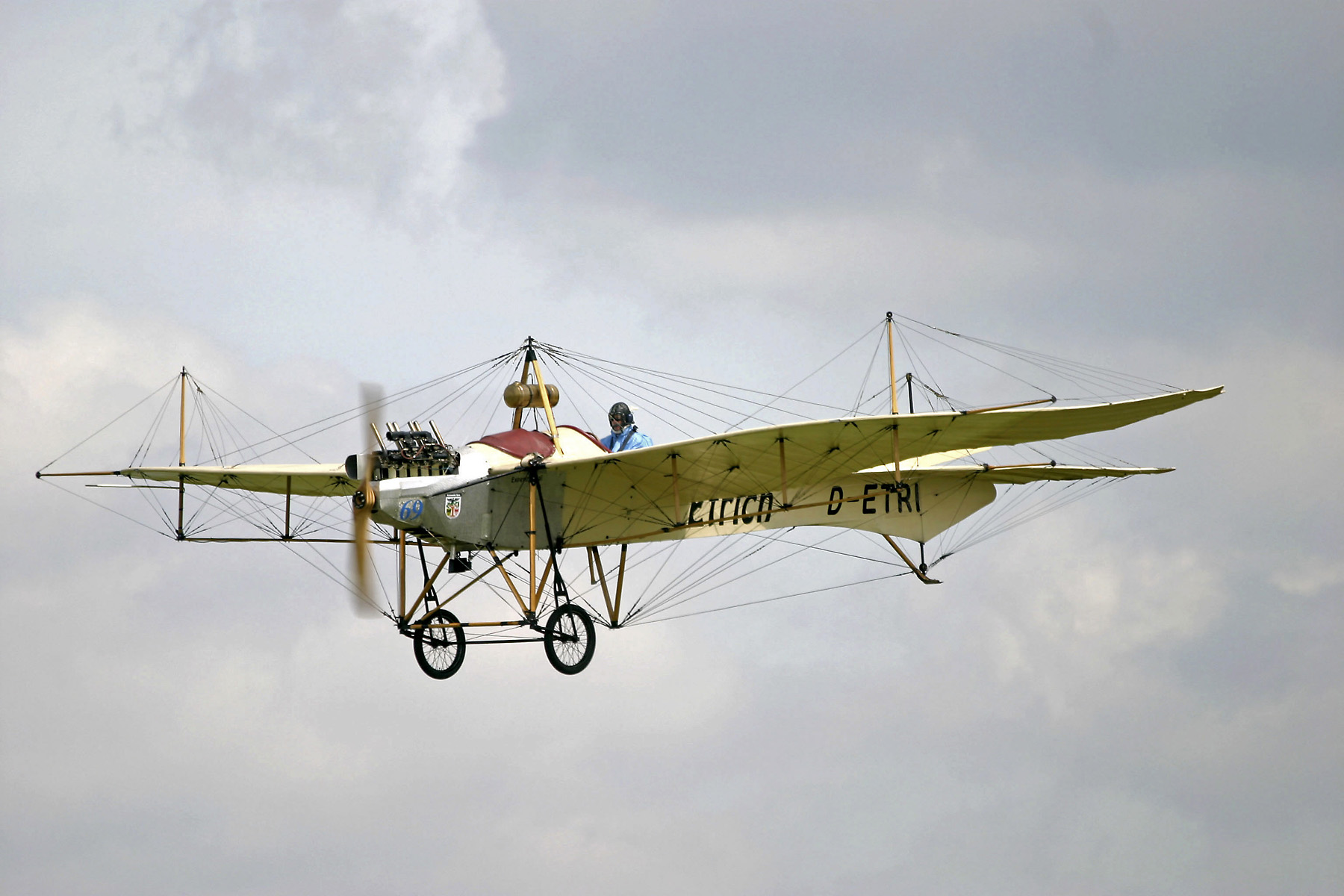
Etrich Taube mit dem Stadtwappen auf dem Bug (ILA 2004)

- Museum Fürstenwalde am Domplatz 7, hier werden 10.000 Jahre Erd-, Ur- und Frühgeschichte dargestellt. Es beherbergt mit der Bennholdschen Geschiebesammlung eine der größten Geschiebesammlungen Europas. Zudem werden über 700 Jahre Stadtgeschichte als Bischofs-, Grenz-, Handels- und Industriestadt veranschaulicht.

- Gesteinsgarten im Bürgerpark am Dom, 2011 eröffnet,[22] zeigt nach einer Idee des Geologen Harro Hess 17 ausgewählte Findlinge aus den Rauenschen Bergen und dem Tagebau Welzow-Süd. Die aufgestellte Informationstafel beschreibt nicht nur die verschiedenartigen Findlinge, sondern informiert auch über Walter Bennhold (1876–1952) und den Eiszeitweg.

- Brauereimuseum mit moderner Schaubrauerei, das an die lange Brautradition in Fürstenwalde erinnert[23], eingerichtet zwischen 2011 und 2014 nach umfangreichen Renovierungs- und Umbauarbeiten im Kellergeschoss des Alten Rathauses (Am Markt 1)[24]
- Museumskeller Getränkehaus Mord (Mühlenstraße 17/Ecke Schloßstraße), hier werden in einem traditionsreichen Gebäude Ausstellungsstücke des Böttcherhandwerks, der Schnapserzeugung und der Getränkeabfüllung präsentiert[25]

- Um die Wende vom 20. zum 21. Jahrhundert gab es am Flugplatz Fürstenwalde eine ABM-Gesellschaft „Historischer Flugzeugbau“, der ein Flugzeugmuseum angegliedert war. Stolz der Gesellschaft war ein flugfähiger Nachbau der Etrich Taube, welcher u. a. auf der ILA 2004 zu sehen war.

### Erinnerungsstätten

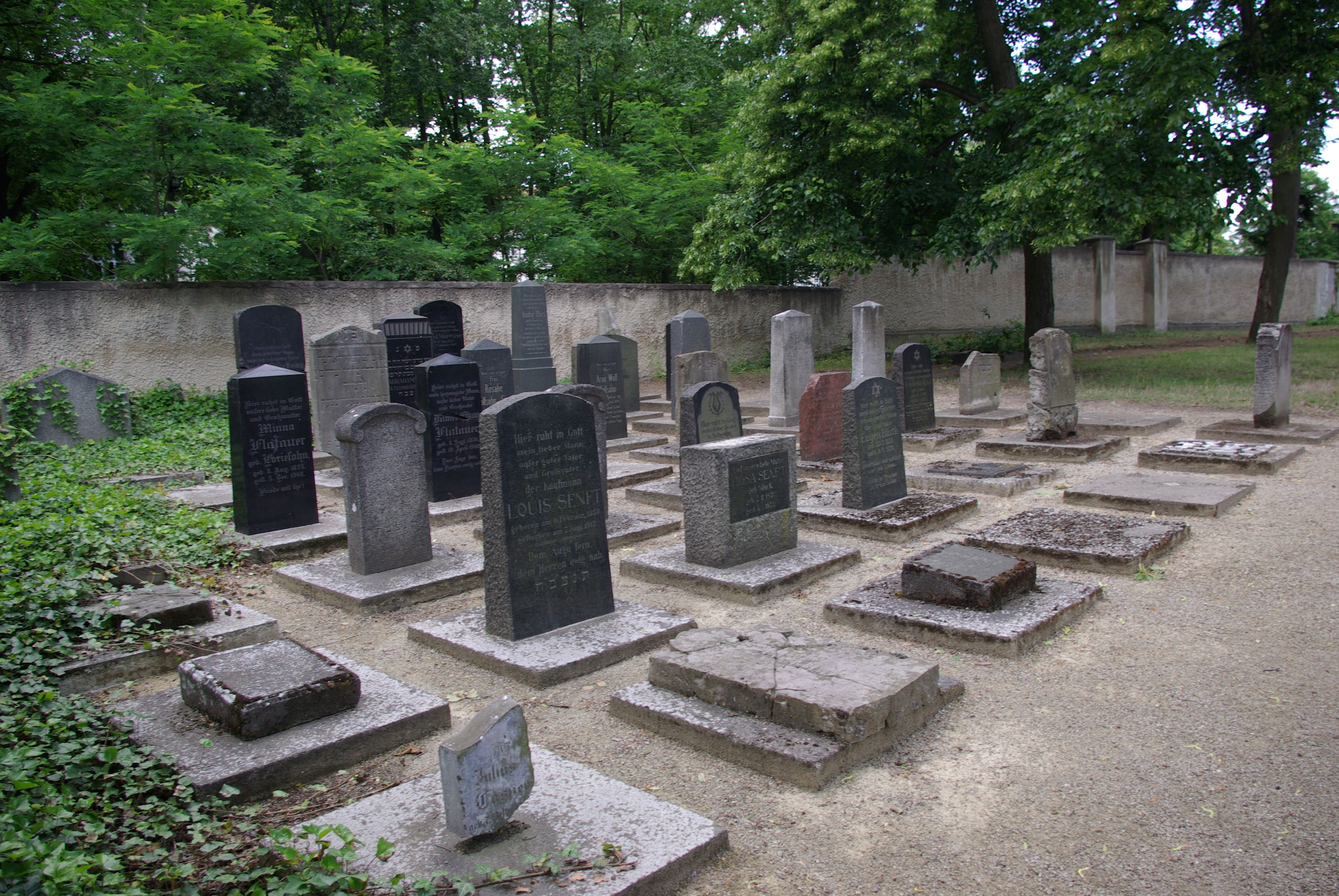
Jüdischer Friedhof an der Frankfurter / Ecke Grünstraße, der 1938 zerstört und verwüstet wurde

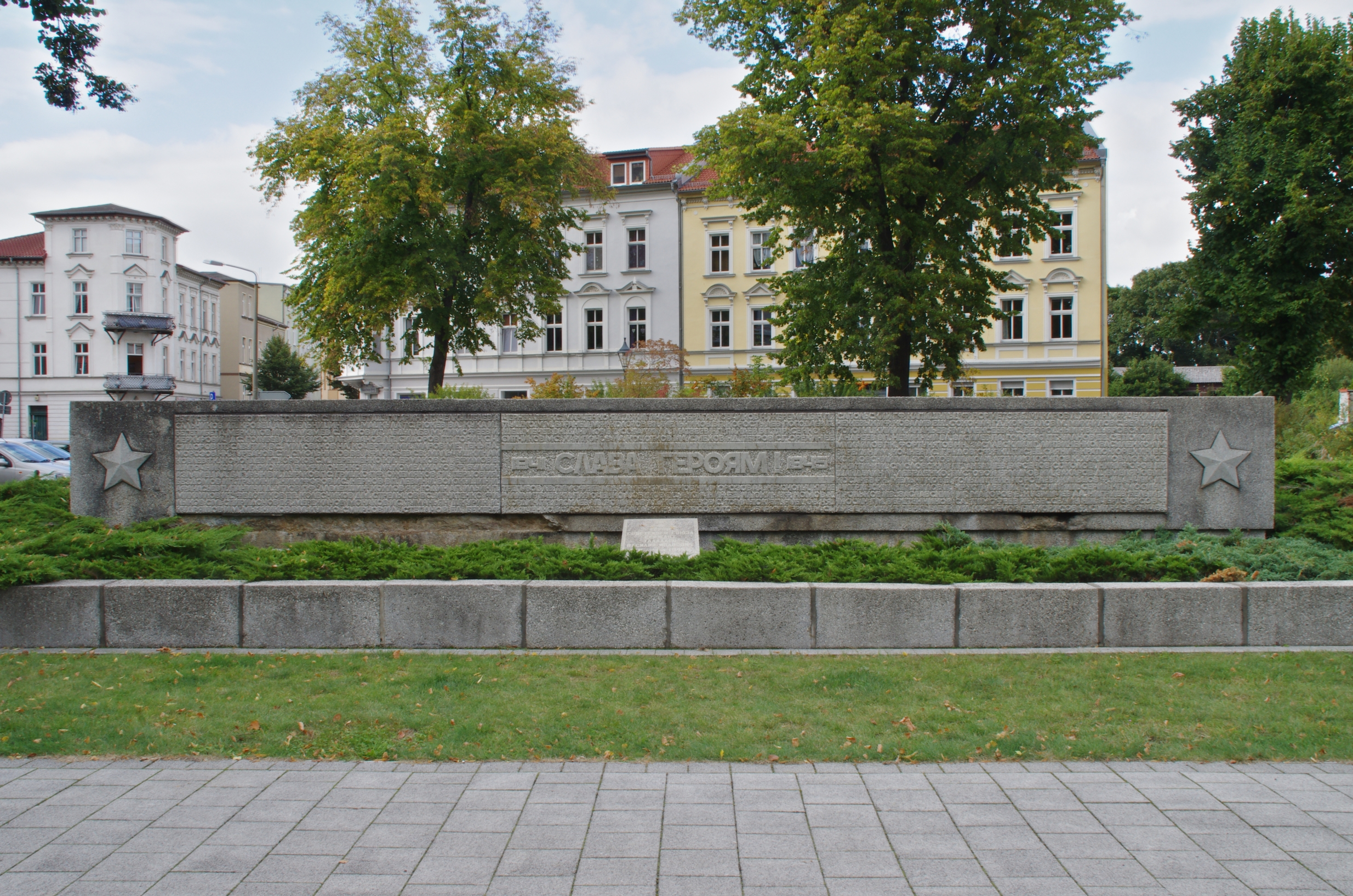
Sowjetisches Ehrenmal auf dem Ottomar-Geschke-Platz

#### Ehemalige jüdische Gemeinde
Der Synagoge, die 1938 zerstört wurde, gedenkt eine Tafel an der Front des Wohnhauses Frankfurter Straße 96. Einige Schritte weiter, an der Ecke Frankfurter Straße/Grünstraße, erinnert eine Gedenktafel an den ebenfalls 1938 zerstörten jüdischen Friedhof mit seiner Trauerhalle, die 1928 erbaut worden war.

#### Opfer von Faschismus und Stalinismus
Den Opfern des Faschismus wurde 1977/78 am Ottomar-Geschke-Platz ein Mahnmal errichtet. Den antifaschistischen Widerstandskämpfern ist das Mahnmal in der August-Bebel-Straße 62 gewidmet.
1995 wurde ein Ehrenhain mit Gedenkstein für die Opfer des NKWD-Internierungslagers Ketschendorf südwestlich der Beeskower Chaussee errichtet.

#### Projekt Stolpersteine
Seit 2005 werden in Fürstenwalde Stolpersteine verlegt. Sie erinnern an 25 Punkten der Stadt (Stand: 2022) an 75 deportierte, ermordete oder in den Suizid getriebene Fürstenwalder Juden und Opfer der „Aktion T4“ aus den Samariteranstalten. Die Arbeitsgruppe Stolpersteine Fürstenwalde/Spree erforscht unter Beteiligung mehrerer Einrichtungen und Gremien der Stadt die Geschichte der Opfer.

### Parks und Grünflächen
Die Stadt Fürstenwalde ist fast vollständig von Wäldern umgeben, lediglich im Norden befinden sich größere Ackerflächen. Über den Stadtpark und das Spreeufergelände zieht sich das Grün bis unmittelbar an das historische Zentrum heran. Wegen ihres hohen Baumbestandes und vieler kleinerer und größerer Grünflächen hat die Stadt seit den 1920er Jahren den inoffiziellen Beinamen „Grüne Stadt an der Spree“.

#### Stadtpark
Im Westen Fürstenwaldes befindet sich der Stadtpark. Er wurde ab 1836 durch den Ratsherrn Christian Friedrich Schultze angelegt. Zunächst nur im Bereich des Spreeufers gelegen, wurde er bis zur 1842 eröffneten Eisenbahntrasse erweitert. Die heutige Dr.-Wilhelm-Külz-Straße durchquert den Park und teilt ihn in den südlich gelegenen älteren Teil und den deutlich größeren neueren Teil im Norden. Im Uferbereich wurden Kleingartenanlagen errichtet, wodurch der Spreebezug verloren ging. Im östlichen Teil des Parks gibt es eine größere Freifläche, den ehemaligen Wilhelmplatz. Hier wurden nach den Einigungskriegen mehrere Friedenseichen gepflanzt, welche heute noch existieren. Am westlichen Ende des Platzes wurde nach dem Zweiten Weltkrieg ein Gedenkhain für gefallene Offiziere der Roten Armee angelegt. Zentraler Punkt des Stadtparks ist der 1939 errichtete Springbrunnen am Großen Stern.

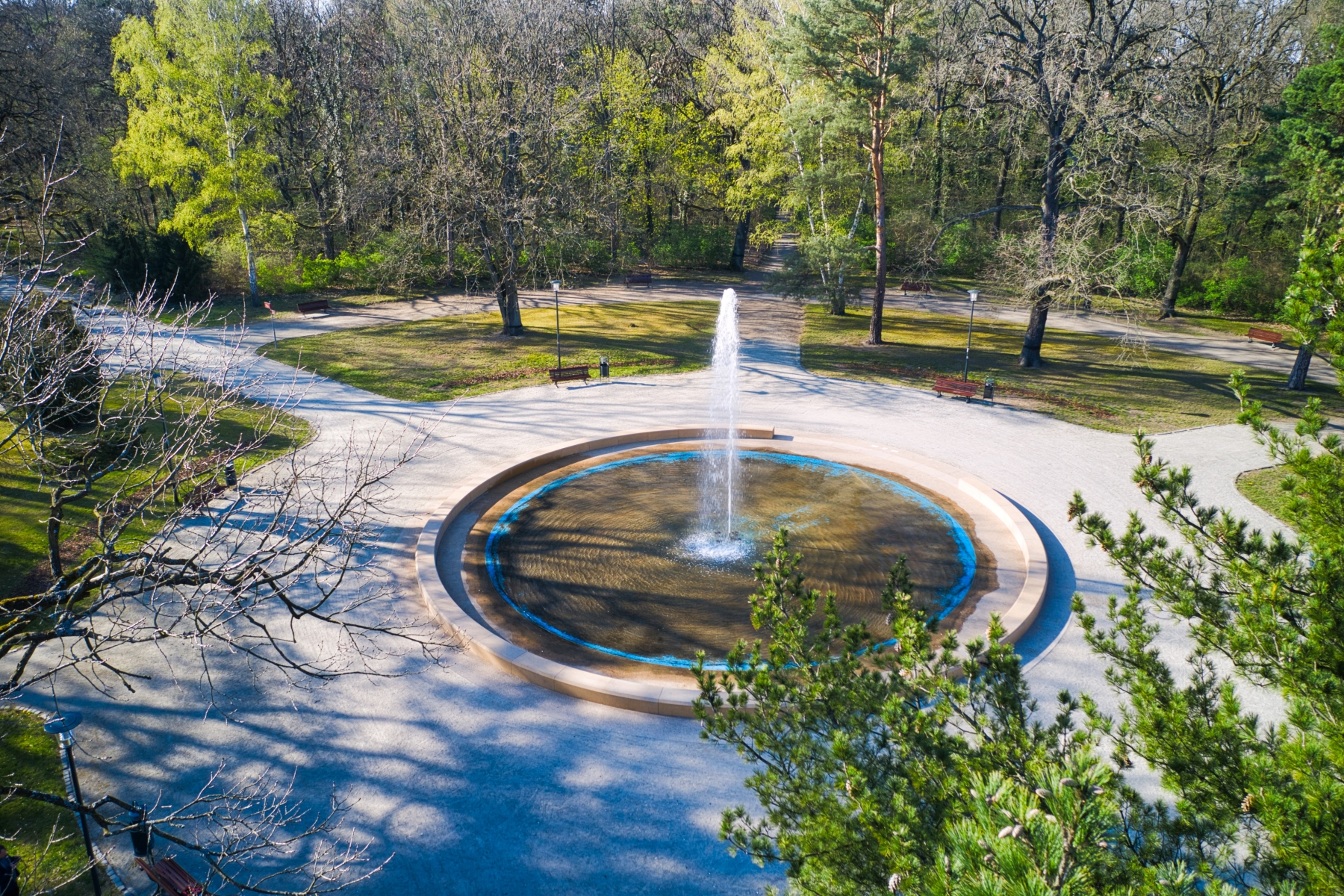
Brunnen im Stadtpark Fürstenwalde

An der Dr.-Wilhelm-Külz-Str. liegt die 1955 eröffnete Parkbühne. Diese wird regelmäßig von Mai bis September als Open-Air-Bühne für Konzerte, Kino und Events genutzt. Im Nordwesten wurde 1975 ein Bereich des Stadtparks zum Heimattiergarten Fürstenwalde umgewandelt. Heute leben hier über 300 Tiere aus etwa 70 vorwiegend europäischen Arten. Unmittelbar angrenzend liegt der Festplatz der Stadt, der für Rummel- und Zirkusveranstaltungen genutzt wird.
Gegenüber dem Heimtiergarten befindet sich der Parkclub der Kulturfabrik Fürstenwalde. Dieser bietet, neben der eigenen DIY-Werkstatt, Events, Konzerte diverser Musikrichtungen und einen Barbetrieb.

#### Spreeuferpark
Das Spreeufer zwischen Stadtpark und Spreebrücke sollte im Zuge der Bewerbung Fürstenwaldes ein Bestandteil der Landesgartenschau 2004/06 unter dem Motto „Alte Stadt an neuen Ufern“ werden. Nach Vergabe der Schau nach Rathenow wurde ein beträchtlicher Teil der Planungen dennoch umgesetzt und als parkartige Anlage am 1. Juni 2007 feierlich eröffnet.
Zentraler Baustein ist die durchgehende Uferpromenade als Teil des Spreeradwegs. Das landschaftlich reizvolle Ufergelände mit Ruhebereichen, Themengärten und Liegewiesen wird auch für Feste genutzt. Nahe der großen Spreewiese befindet sich der Goetheplatz, ein ehemaliger Schützenplatz, der durch seinen sehr alten Baumbestand auffällt. Der 2012 fertiggestellte Martinigarten, benannt nach einem früheren Fürstenwalder Stadtrat, stellt die Verbindung des Uferbereichs über die Karl-Marx-Straße zum Bahnhof her.

#### Park der Jahreszeiten
Der etwa 30.000 m² große Park der Jahreszeiten entstand auf der Fläche des ehemaligen Kirchhofs. Das Areal wurde nach Abräumung der Grabanlagen in den 1980er Jahren mit einigen Altenheimen bebaut, danach aber nicht weiter gestaltet. Zwischen Sommer 2009 und Frühjahr 2010 wurde der gesamte Bereich neu angelegt, wobei das Leitthema in Analogie zum Lauf des Lebens eines Menschen gewählt wurde.

#### Weitere Anlagen
Östlich des Doms wurde der Bürgergarten, einschließlich der Außenanlagen der Kulturfabrik und des Museums sowie verbliebener Reste der alten Stadtbefestigung, angelegt.
Erhalten geblieben ist der Dorfanger von Ketschendorf an der August-Bebel-Straße.
Im Stadtteil Nord befindet sich der Mühlenberg, eine als Spielplatz gestaltete Erhebung. Im Bereich des ehemaligen Krankenhauses entstand in den Jahren 2012/13 der Quartierspark Kleine Freizeit.

#### Friedhöfe
Der Neue Friedhof wurde Anfang des 20. Jahrhunderts im südlich der Spree gelegenen Westend angelegt. Er ist der größte der Stadt und beherbergt eine Kriegsgräberstätte. Hier wurde auch Franz John, der erste Präsident des Fußballclubs FC Bayern München, beigesetzt. Eine weitere Kriegsgräberstätte ist der Waldfriedhof an der Hegelstraße, der am 5. Mai 1945 für an Seuchen gestorbene deutsche Soldaten angelegt wurde.
Der Ketschendorfer Friedhof oder Südfriedhof befindet sich an der Friedenstraße südlich der Autobahn.
Der Jüdische Friedhof befindet sich nahe dem Park der Jahreszeiten. Er wurde in der Pogromnacht zerstört und lag danach brach. Inzwischen ist er aufgeräumt und kann nach Anmeldung besichtigt werden.
Die Ortsteile Rauensche Ziegelei (Südwest), Molkenberg und Trebus haben eigene Friedhöfe.
Im Jahre 2006 wurde ein 45 ha großes Areal im nordwestlichen Bereich des Fürstenwalder Stadtwalds als Friedwald für Naturbestattungen freigegeben.

### Kultur
Die Kulturfabrik, das soziokulturelle Zentrum der Stadt, bietet in ihren Räumen im Bischofsschloss-Brauerei-Komplex vielen Vereinen und Initiativen ein Zuhause. Gegründet von vier Vereinen, mit Unterstützung der Stadtverwaltung, entwickelte sich eine gemeinnützige GmbH als Träger. Auch die Stadtbibliothek ist hier zu finden. Jährlich 60.000 Besucher nutzen u. a. die Gedenkbibliothek der IG Internierungslager Ketschendorf.
Daneben laden die DomGalerie am Dom und das Filmtheater Union zum Besuch ein. Im Kino finden neben Filmvorführungen auch Lesungen statt.
Die Musik- und Kunstschule bietet Ausbildungen im musikalischen Bereich und in darstellender Kunst.
Das 1. Brandenburgische Garde-Blasmusikkorps Fürstenwalde, 1990 durch Fusion zweier Orchester entstanden, widmet sich besonders den Werken brandenburgischer Komponisten.
Geistliche Musik pflegen sowohl die Mitglieder der Kantorei und der Kinder- und Jugendkantorei der evangelischen St. Marien-Domgemeinde als auch der Chor der Katholischen Pfarrkirche St. Johannes Baptist.
Unter dem Dach des Fürstenwalder Kulturvereins agieren der Con-brio-Chor (1963 aus einem Jugendchor hervorgegangen, pflegt deutsches und europäisches Liedgut verschiedener Epochen), Kammerchor und Kammerorchester Fürstenwalde sowie der Jazzclub. Weitere musikalische Initiativen sind der Parkclub (früher: Club im Park), Joe’s BigBand sowie der Popchor The Golden Voices.

### Regelmäßige Veranstaltungen
Seit 1982 ist die Stadt Ausrichter der bedeutenden Ausstellung „Miniatur in der bildenden Kunst“.
Ende Mai lädt das Fürstenwalder Stadtfest im Zentrum der Stadt ein. Der Juni steht im Zeichen von Tierparkfest, Drachenbootregatta und den zweitägigen Highland Games, organisiert vom Fürstenwalder Highlandsportverein Stone Walker. Ende August lädt der Stadtforst gemeinsam mit dem Club im Park zu Rock für den Wald ein. Der September bietet Samariterfest, Handwerker- und Bauernmarkt, das herbstliche Tierparkfest und den Fahrrad-Erlebnistag Rad-Scharmützel. Im Oktober besuchen nicht nur die Fürstenwalder den Mittelaltermarkt. Seit 2002 präsentieren die Fürstenwalder Jazztage internationale Künstler diese Genres. Seit 2012 veranstaltet der Kammerchor Fürstenwalde „Geschwister Scholl“ seine Konzertreihe unter dem Motto Geschichte, Gedichte, Gesang an jedem ersten November-Wochenende. Den Abschluss des Veranstaltungsjahres bildet der traditionelle Weihnachtsmarkt am Dom in der Adventszeit.

## Wirtschaft und Infrastruktur

### Industrie
Fürstenwalde ist einer von 15 regionalen Wachstumskernen des Landes Brandenburg. Im produzierenden Gewerbe sind Unternehmen aus den Branchen Autozulieferer (u. a. Reifenwerk Dunlop, Pneumant Reifen GmbH Fürstenwalde), Energie (u. a. E.DIS), Kunststoffe & Farben (u. a. Deutsche Amphibolin-Werke, Baser Kunststoffe GmbH, SEDO Chemicals Neoprene GmbH) und Metallverarbeitung (u. a. Reuther STC, Duktil Guss GmbH, RST Gesellschaft für Wasserspartechnik mbH) vertreten.
Das Wohnungsbauunternehmen Bonava Deutschland (ehemals Industriebau Fürstenwalde) und der Hersteller für Energiespeichertechnik deematrix Energiesysteme GmbH haben ihren Sitz in Fürstenwalde.

### Verkehr

#### Schienenverkehr

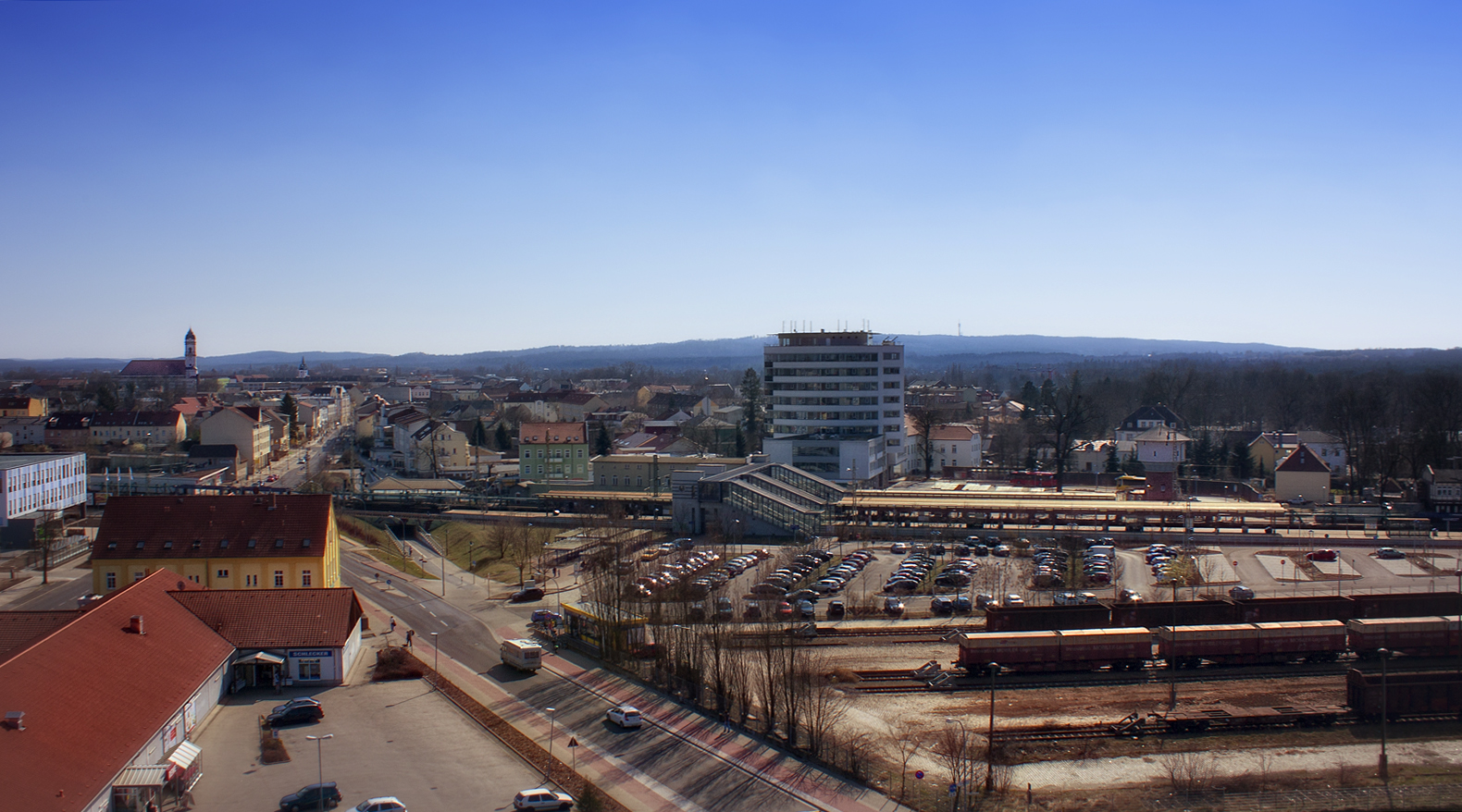
Bahnhof Fürstenwalde (Spree)

Der Bahnhof Fürstenwalde (Spree) liegt an der Strecke Berlin–Frankfurt (Oder) mit Halt der Regional-Expresslinie RE 1 Magdeburg–Berlin–Frankfurt (Oder). Hier beginnt die Strecke nach Bad Saarow-Pieskow, auf der die Regionalbahnlinie RB 35 verkehrt. Der Haltepunkt Fürstenwalde Süd liegt ebenfalls an dieser Strecke.

#### Busverkehr
Der öffentliche Personennahverkehr wird unter anderem durch den PlusBus des Verkehrsverbund Berlin-Brandenburg erbracht. Folgende Verbindungen führen ab Fürstenwalde:
- Linie 435: Fürstenwalde ↔ Rauen ↔ Kolpin ↔ Reichenwalde ↔ Storkow
- Linie 440: Fürstenwalde ↔ Langewahl ↔ Alt Golm ↔ Pfaffendorf ↔ Beeskow

Den Busverkehr im Landkreis Oder-Spree betreibt der Busverkehr Oder-Spree. Der Stadtverkehr besteht aus fünf Buslinien. Die Fahrzeiten der Busse sind auf die Ankunfts- und Abfahrtszeiten der Züge von und nach Berlin abgestimmt.
Die Linie 411 fährt vom Einkaufszentrum Nord über die Hegelstraße zum Bahnhof (Nordast). Vom Bahnhof führt sie über die Innenstadt, Spreebrücke, Lange Straße, Bahnhof Süd zum Platz der Solidarität (Südast). Die Linie 412 verbindet den Bahnhof mit dem Gewerbegebiet Ost. Die Linie 413 verstärkt den Südast der Linie 411 zwischen Bahnhof und Platz der Solidarität. Sie führt über die August-Bebel-Straße. Die Linie 414 schließlich verkehrt vom Einkaufszentrum Nord über die Johann-Sebastian-Bach-Straße zum Bahnhof (Nordast). Im August 2019 wurde sie zum Fuchsbau verlängert (Südast). Dabei führt sie über die Innenstadt und die Langewahler Straße. Zwischen Mai und Dezember 2023 verkehrte in den Nächten von Freitag auf Samstag, Samstag auf Sonntag und vor Feiertagen die Nachtlinie N11 auf dem gleichen Linienweg wie Linie 411. Seit April 2024 verkehrt zusätzlich die Stadtbuslinie 416 vom Bahnhof über die Seelower Straße, die Geschwister-Scholl-Straße, die Rauener Straße und die Rudolf-Breitscheid-Straße zur Haltestelle Ziegeleiweg in Fürstenwalde Südwest. Zwischen 8 und 18 Uhr wird außerdem die Haltestelle Friedhof bedient.

#### Flugverkehr

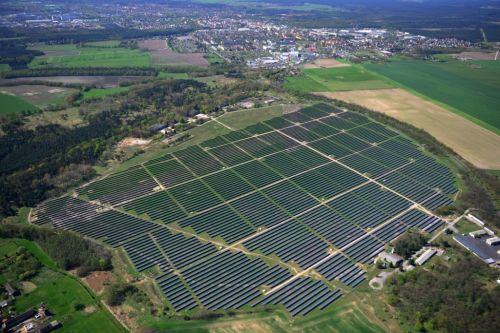
Solarkraftwerk auf dem ehemaligen Flugplatzgelände

Im Norden der Stadt befand sich der Verkehrslandeplatz Fürstenwalde (EDAL). Dieser wurde 2011 zugunsten eines großflächigen Solarkraftwerkfeldes aufgegeben.

#### Straßenverkehr
Siehe auch: Liste der Straßen und Plätze in Fürstenwalde/Spree
Fürstenwalde liegt an der Bundesstraße 168 zwischen Müncheberg und Beeskow, die im Norden und Osten der Stadt zum größten Teil als Umgehungsstraße ausgebaut ist.
Mehrere Landesstraßen haben ihren Ausgangspunkt in der Stadt: L 35 nach Bad Saarow, L 36 nach Markgrafpieske bzw. Neuhardenberg, L 38 nach Erkner bzw. Briesen und L 361 nach Storkow.
Die Stadt hat zwei verkehrliche Engpässe: zum einen die Spreebrücke, die die Stadtteile Mitte und Süd verbindet, zum anderen die Brücke über die Bahngleise.
Im Süden der Stadt verläuft die A 12 Berlin–Frankfurt (Oder) mit den Anschlussstellen Fürstenwalde West und Fürstenwalde Ost. Die A 10 (östlicher Berliner Ring) ist über die Anschlussstelle Freienbrink zu erreichen.

#### Schifffahrt
Durch Fürstenwalde führt die Spree-Oder-Wasserstraße, eine Bundeswasserstraße von Berlin zur Oder. Im Ort befindet sich die Schleuse Fürstenwalde. Viele Nebenarme der Spree wie die Fürstenwalder Spree werden touristisch genutzt.

### Bildung

#### Überblick

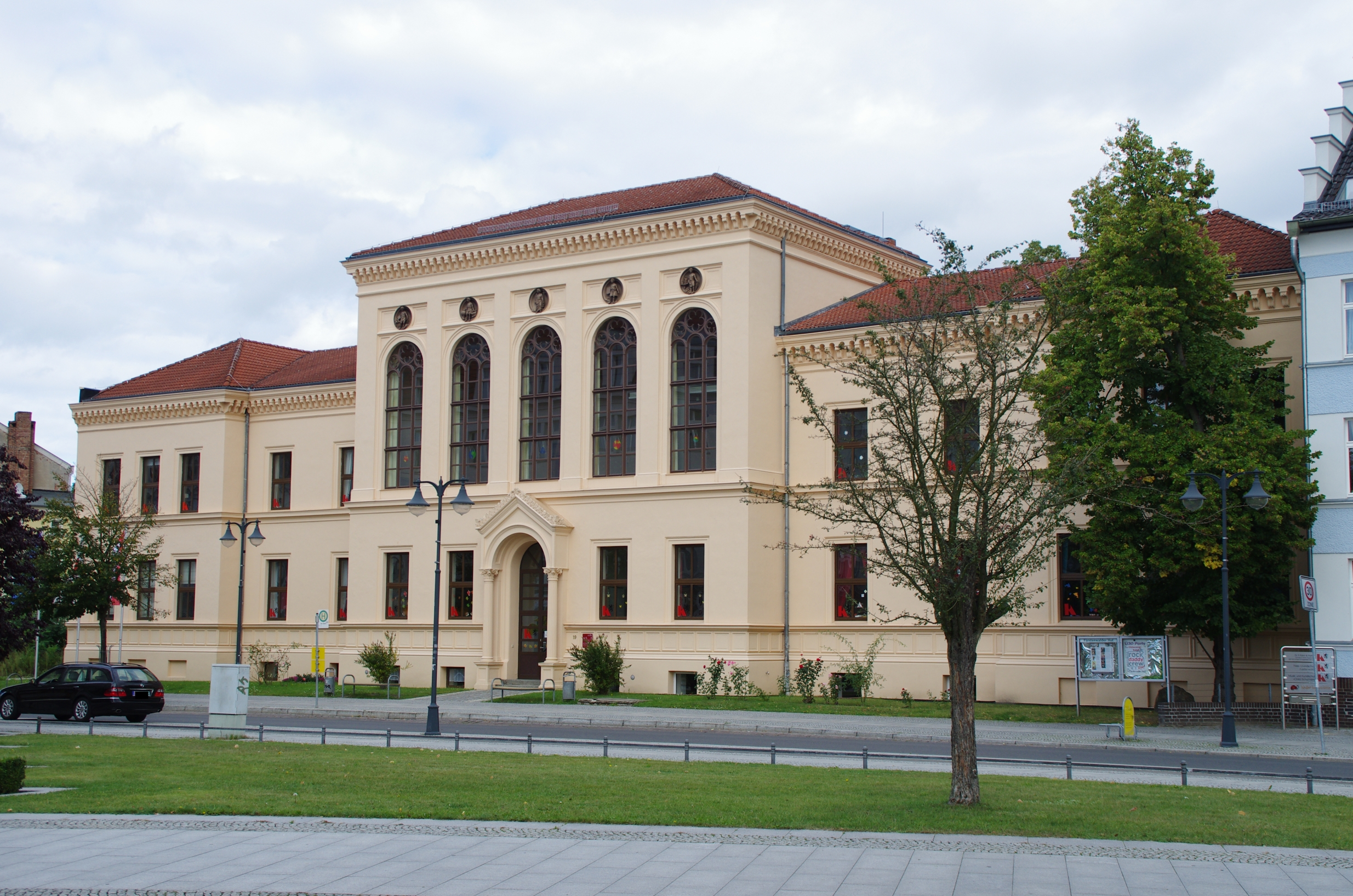
Grundschule in der Eisenbahnstraße, entstanden Mitte des 19. Jahrhunderts

Fürstenwalde ist ein traditionsreicher Bildungsstandort. So war die Stadt in den Jahren 1613, 1624, 1625 und 1656 Ausweichquartier der Universität Viadrina aus dem nahegelegenen Frankfurt (Oder), als dort die Pest wütete.
Heute existieren in der Stadt sechs Grundschulen, vier Oberschulen und zwei Gymnasien. Weiterhin gibt es ein Oberstufenzentrum mit angeschlossenem beruflichem Gymnasium, drei berufliche Schulen und Fachoberschulen, drei Förderschulen und acht weitere Weiterbildungseinrichtungen. Träger der Schulen sind die Stadt Fürstenwalde, der Landkreis Oder-Spree, das Erzbistum Berlin und private Träger. Ein bedeutender freier Träger ist die Rahn-Dittrich-Gruppe, die eine Grundschule, eine Oberschule und eine Fachoberschule mit den Schwerpunkten Sozialwesen, Wirtschaft und Technik in Fürstenwalde betreibt.

#### Geschwister-Scholl-Gymnasium
Die Ursprünge des heutigen Geschwister-Scholl-Gymnasiums reichen bis auf die 1865 gegründete höhere Bürgerschule zurück. Die Schule wechselte mehrfach die Form (Progymnasium, Vollgymnasium, Oberschule) und ihren Standort. Die Gebäude des jetzigen Standorts an der Frankfurter Straße 70 wurden Ende der 1950er Jahre errichtet und durch die damalige Oberschule im Jahr 1960 bezogen.
1991 entstand das durch den Kreis Fürstenwalde getragene Gymnasium, dem 1992 der Name der Geschwister Scholl verliehen wurde. Mit Neubildung des Landkreises Oder-Spree wechselte 1993 die Trägerschaft. Zuletzt wurden in den Jahren 2014 und 2015 die Außenanlagen neu gestaltet, unter anderem entstand ein kleiner Sportplatz. Weitere Erneuerungen wurden in den Jahren 2016 und 2017 vorgenommen.
2007 wurde das ebenfalls 1991 entstandene und von der Stadt Fürstenwalde getragene Werner-Seelenbinder-Gymnasium an der Holzstraße 1A integriert. Der Schulstandort in der Holzstraße reicht bis ins Jahr 1893 zurück. Das Gebäude wurde ursprünglich als Kaserne geplant, aber vor dem Einzug der Soldaten zur Schule umgenutzt. Es wurde mehrfach erweitert, zuletzt in den 1980er Jahren. Im Schulumfeld wurde im September 2006 der Freizeit- und Lernbereich „After school paradise“ eingeweiht. Die Schule pflegte viele Jahre eine Partnerschaft mit einer Schule in Gorzów (Polen) und hatte partnerschaftliche Beziehungen zu zwei indonesischen Schulen.

#### Katholisches Schulzentrum
Das einzige katholische Schulzentrum im Land Brandenburg ist das Bernhardinum (Katholische Schule Bernhardinum) in der'Trebuser Straße 45. Das Bernhardinum ist in freier Trägerschaft des Erzbistums Berlin und besteht aus Grundschule, Realschule und Gymnasium. Die Schule pflegt Partnerschaften mit Schulen in Polen, Frankreich, Italien und Sri Lanka.

#### Oberstufenzentrum Palmnicken
Die Europaschule Oberstufenzentrum Palmnicken mit über 3500 Auszubildenden und Schülern ist die größte Bildungseinrichtung im Landkreis Oder-Spree. Die Einrichtung vereint Bildungsgänge der Berufsschule, der Berufsfachschule, der Fachoberschule und des beruflichen Gymnasiums. Ein wesentlicher Schwerpunkt der Bildungs- und Erziehungsarbeit ist die Pflege vielfältiger internationaler Beziehungen mit Partnerschulen unter anderem in Japan, Schweden, Frankreich, Holland, Dänemark und Polen.

#### Schulzentrum Beeskower Chaussee
Seit 2019 entsteht durch den Landkreis Oder-Spree an der Beeskower Chaussee, in der Nähe zum Haltepunkt Fürstenwalde Süd, ein neues Schulzentrum. Im Jahr 2021 wurde als erstes der Neubau der Spree-Oberschule mit Turnhalle in Betrieb genommen. Die Oberschule soll durch eine Grundschule und eine Förderschule auf dem benachbarten Grundstück des früheren Finanzamtes ergänzt werden.

### Sport
Im Norden der Stadt konzentrieren sich eine Reihe von Freizeiteinrichtungen, die bekannteste ist das Freizeitbad Schwapp' mit Sport- und Spaßbad und einer Saunalandschaft. Hier befindet sich auch das Rudolf-Harbig-Stadion.
Westlich der Stadt befindet sich das Friedrich-Friesen-Stadion, ein Sportkomplex bestehend aus mehreren Sportplätzen und -anlagen. Auf dem Hauptplatz, der Bonava-Arena, trägt Fürstenwaldes höchstklassiger Fußballverein FSV Union Fürstenwalde seine Heimspiele aus. Zwischen 2016 und 2022 spielte er in der Regionalliga Nordost.
Im Süden der Stadt befindet sich das Pneumant-Sportforum, die Heimat der BSG Pneumant Fürstenwalde, welche der zweitgrößte Mehrspartenverein Brandenburgs ist. Am südlichen Stadtrand befindet sich die Ganzjahresrodelbahn Scharmützelbob.

## Persönlichkeiten

### Ehrenbürger
- Wolfgang Kahl (1928–2022), Domorganist, für Verdienste beim Aufbau der Domkantorei am Dom St. Marien, verliehen 1993
- Günter Kuhn (1928–2018), Superintendent, für Verdienste beim Wiederaufbau des Doms St. Marien, verliehen 1995
- Friedrich Stachat (* 1938), Leiter des sozio-kulturellen Zentrums, für Verdienste beim Aufbau der Fürstenwalder Kulturfabrik, verliehen 2003
- Eckhard Fichtmüller (1940–2025), Pfarrer, für Verdienste um die historische Aufarbeitung der Geschichte des Internierungslagers Ketschendorf, verliehen 2015[36]

Ehemalige Ehrenbürger
- Carl Arnold, Maurermeister, Erfinder des Ringofens, verliehen 1873
- Richard Pintsch (1840–1919), Miteigentümer der vormals größten Industriefirma Julius Pintsch AG Berlin-Fürstenwalde, 1906 verliehen

### Söhne und Töchter der Stadt
- Moritz Hofmann (1621–1698), Mediziner, Botaniker und Hochschullehrer
- Christian Mentzel (1622–1701), Mediziner, Botaniker und Sinologe
- Philipp Adolph von Schwerin (1738–1815), preußischer Generalmajor
- Theodor Jacobs (1824–1893), Reichstagsabgeordneter
- Ernst Laas (1837–1885), Pädagoge und Philosoph
- Claus von Bredow (1850–1913), Generalmajor und Militärschriftsteller
- Hans von Guretzky-Cornitz (1855–1917), General der Infanterie
- Carl Meyer (1857–1925), Kommunalpolitiker
- Paul Rehbach (1874–1934), Politiker, Landtagsabgeordneter in Württemberg
- Max Valentin (1875–1931), Bildhauer und Architekt
- Paul Henze (1880–1966), Maschinenbauingenieur und Automobilpionier
- Joachim-Friedrich von Owstien (1881–1970), Jurist, Vorsitzender des Erbgesundheitsobergerichts Berlin und Senatspräsident am Kammergericht Berlin
- Ottomar Geschke (1882–1957), Politiker
- Heinrich Rogge (1886–1966), Völkerrechtler und Hochschullehrer
- Wilhelm Burgdorf (1895–1945), General der Infanterie
- Wilhelm Heise (1897–1949), Literaturwissenschaftler und Hochschullehrer
- Herbert Körner (1902–1966), Kameramann
- Martin Kornrumpf (1909–1997), NS-Raumforscher und Bevölkerungsstatistiker
- Arnold Krampe (1910–1983), Verwaltungsjurist, Landrat und Oberkreisdirektor
- Walter Mechler (1917–unbekannt), Maler und Politiker (LDPD)
- Hans-Günter Buchholz (1919–2011), Klassischer Archäologe und Hochschullehrer
- Wolfgang Falck (1925–2021), Politiker, Abgeordneter des Niedersächsischen Landtages
- Ernst Diehl (1928–2004), Historiker
- Wolfgang Köpp (* 1933), Schriftsteller
- Christine Heuer, geborene Hecking (1934–1986), deutsch-österreichische Künstlerin
- Willi Johanns (1934–2024), Jazzsänger und Graphiker
- Gerhard Wienckowski (1935–2011), Maler und Graphiker
- Fred Klingauf (* 1936), Phytomediziner
- Pit Kroke (1936–2016), bildender Künstler
- Horst Lebinsky (* 1936), Schauspieler
- Wolfgang Götze (1937–2021), theoretischer Physiker
- Hans-Joachim Jentsch (1937–2021), Politiker (CDU), Richter des Bundesverfassungsgerichts
- Hans-Michael Rehberg (1938–2017), Schauspieler und Regisseur
- Jürgen Schutte (1938–2018), Literaturwissenschaftler und Professor für Germanistik
- Manfred Fluck (1940–2025), Politiker (SPD)
- Ludolf von Wartenberg (* 1941), Politiker (CDU)
- Hartmut Münch (* 1942), Badmintonspieler
- Claus Schreiner (* 1943), Musikpublizist und -produzent
- Josefine von Krepl (* 1944), Modedesignerin und -journalistin, Museumsgründerin
- Helmut Panke (* 1946), Manager
- Christine Grabe (1948–2016), Politikerin (Bündnis 90/Die Grünen)
- Heinz Geisler (* 1950), Rockmusiker und Komponist
- Barbara Zinn (* 1952), Schauspielerin und Hörspielsprecherin
- Lothar Bölck (* 1953), Kabarettist
- Reinhard Schall (1956–2020), Fernsehmoderator
- Dan Radtke (* 1963), Radrennfahrer
- Burkhard Reich (* 1964), Fußballspieler

### Mit Fürstenwalde verbundene Persönlichkeiten
- Friedrich Sesselmann (1410–1483), Bischof des Bistums Lebus und Kanzler des Kurfürstentums Brandenburg
- Dietrich von Bülow (1460–1523), Bischof des Bistums Lebus, Stifter des Sakramentshauses im Fürstenwalder Dom
- Tobias Quistorp (1616–1666), Pfarrer in Fürstenwalde[37]
- Christian Friedrich Schultze (1782–1845), „Heideherr“ (Forstverantwortlicher) in Fürstenwalde, Gründer des Stadtparks[38]
- Karl Friedrich Schulz (1784–1850), evangelischer Kirchenliedkomponist und Musiklehrer
- Julius Pintsch (1815–1884), Gründer der vormals größten Industriefirma von Fürstenwalde, der Julius Pintsch AG Berlin-Fürstenwalde
- Franz John (1872–1952), Mitbegründer des FC Bayern München und von 1900 bis 1903 dessen erster Präsident, in Fürstenwalde beigesetzt
- Walter Dudek (1890–1976), Politiker (SPD), Bürgermeister der Stadt (1919–1922)
- Elhard von Morozowicz (1893–1934), paramilitärischer Aktivist und Offizier, Autor und Redner der Fürstenwalder Haßbotschaft
- Kurt Hans Nadelmann (1900–1984), Rechtswissenschaftler an der Harvard Law School, 1926–1928 Richter am Amtsgericht Fürstenwalde
- Gerhard Goßmann (1912–1994), Grafiker, Buchillustrator und Maler, in Fürstenwalde aufgewachsen
- Bernd Winkler (* 1955), Dipl.Krim., Fachbuchautor, EXIT-Deutschland, in Fürstenwalde aufgewachsen
- Sascha Lauterbach (* 1979), Fernsehmoderator, in Fürstenwalde aufgewachsen
- Axel Schulz (* 1968), Boxer, in Fürstenwalde aufgewachsen
- Sven-David Müller (* 1969), Medizinjournalist und Ernährungsexperte, lebt in Fürstenwalde
- Finch (* 1990), Rapper, in Fürstenwalde aufgewachsen
- Makko (* in Berlin), Rapper, in Fürstenwalde aufgewachsen
- Marten Winkler (* 2002), in Fürstenwalde aufgewachsen
- Ellice (* 2007), in Fürstenwalde aufgewachsen